# 高雄港
高雄港是位於臺灣高雄市的海港，為中華民國四座主要國際商港之一，港區毗鄰高雄市中心，範圍橫跨高雄市6個行政區；除了商港功能之外，也是臺灣的海軍及漁業基地之一。營運機構為臺灣港務公司高雄港務分公司。其為臺灣第一大港、以及世界第21大貨櫃港口，貨櫃吞吐量約占臺灣整體的港口貨櫃吞吐量四分之三，貨物吞吐量約占臺灣港口總量的二分之一。
2014年10月14日，高雄港取得EcoPorts生態港認證，成為亞太地區第一個生態港。

## 歷史

### 明清時期
高雄港原稱打狗港，原為漁村，荷蘭與明鄭時期都有開拓，清初已成為高屏地區商品集散中樞。
清治時期咸豐年間（1858年）依照中英天津條約，高雄港開口通商，1863年成立海關高雄關。光緒年間，清廷在此修建火砲等陣地，英法領事與洋商時來勘查。

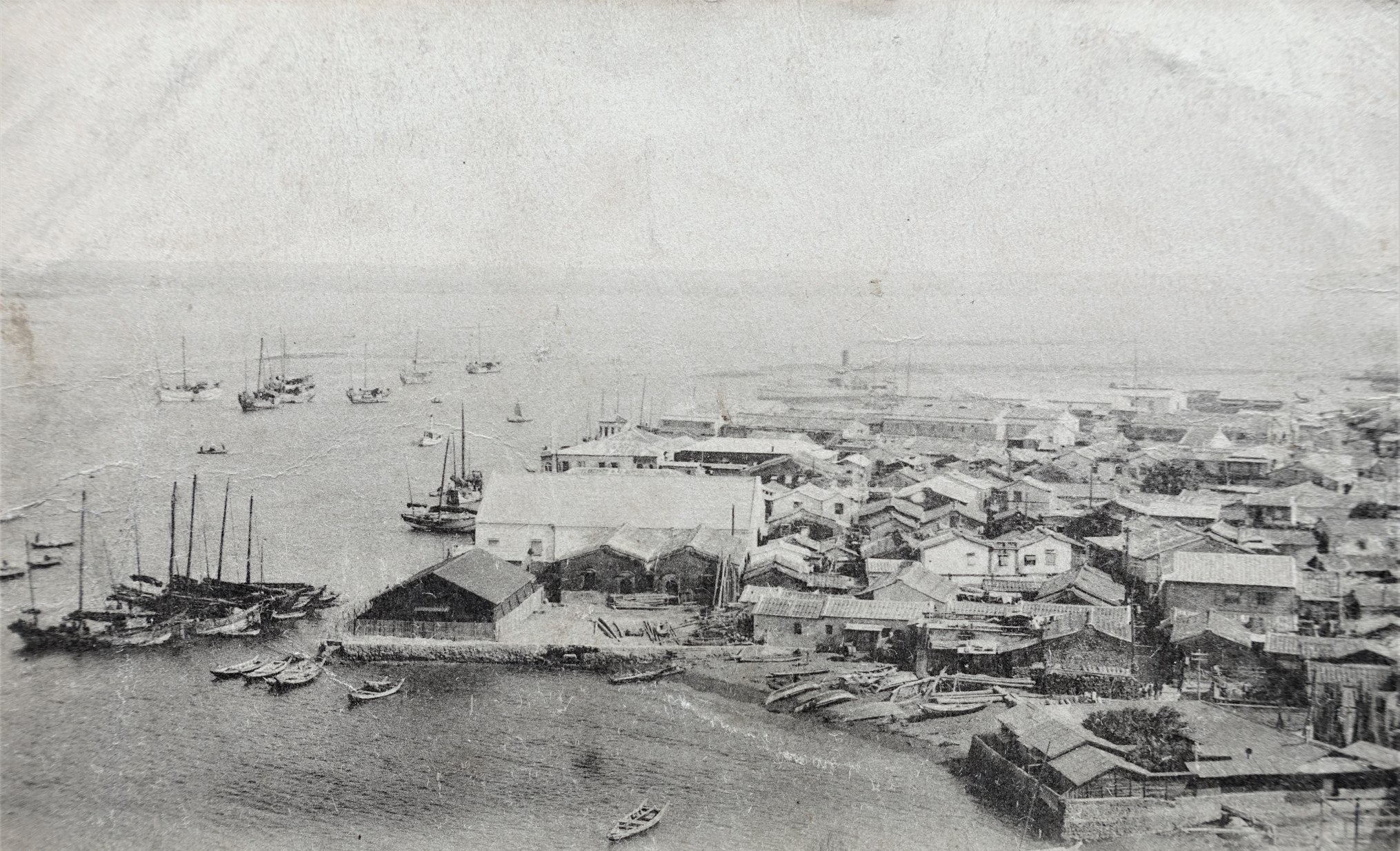
攝於約1870年

在清治時期，打狗港原是南部僅次於安平港的第二大港，但後來安平港港口淤積嚴重，使洋船難以進入，於是逐漸由打狗港取而代之。由此打狗港附近的腹地逐漸開發，加上物價低廉，逐漸吸引外商前來採購民生物品以及在此投資。從此打狗港便成為英、美商人爭逐的焦點，但其後由於美商經營不善，使打狗港逐漸成為英商的地盤。且隨著對外貿易的逐步發展，打狗港附近產生許多新的聚落，高雄市目前許多地名如旗後庄、鹽埕埔庄、哨船頭、苓仔寮、三塊厝等地便是此時開始發跡。

### 日治時期

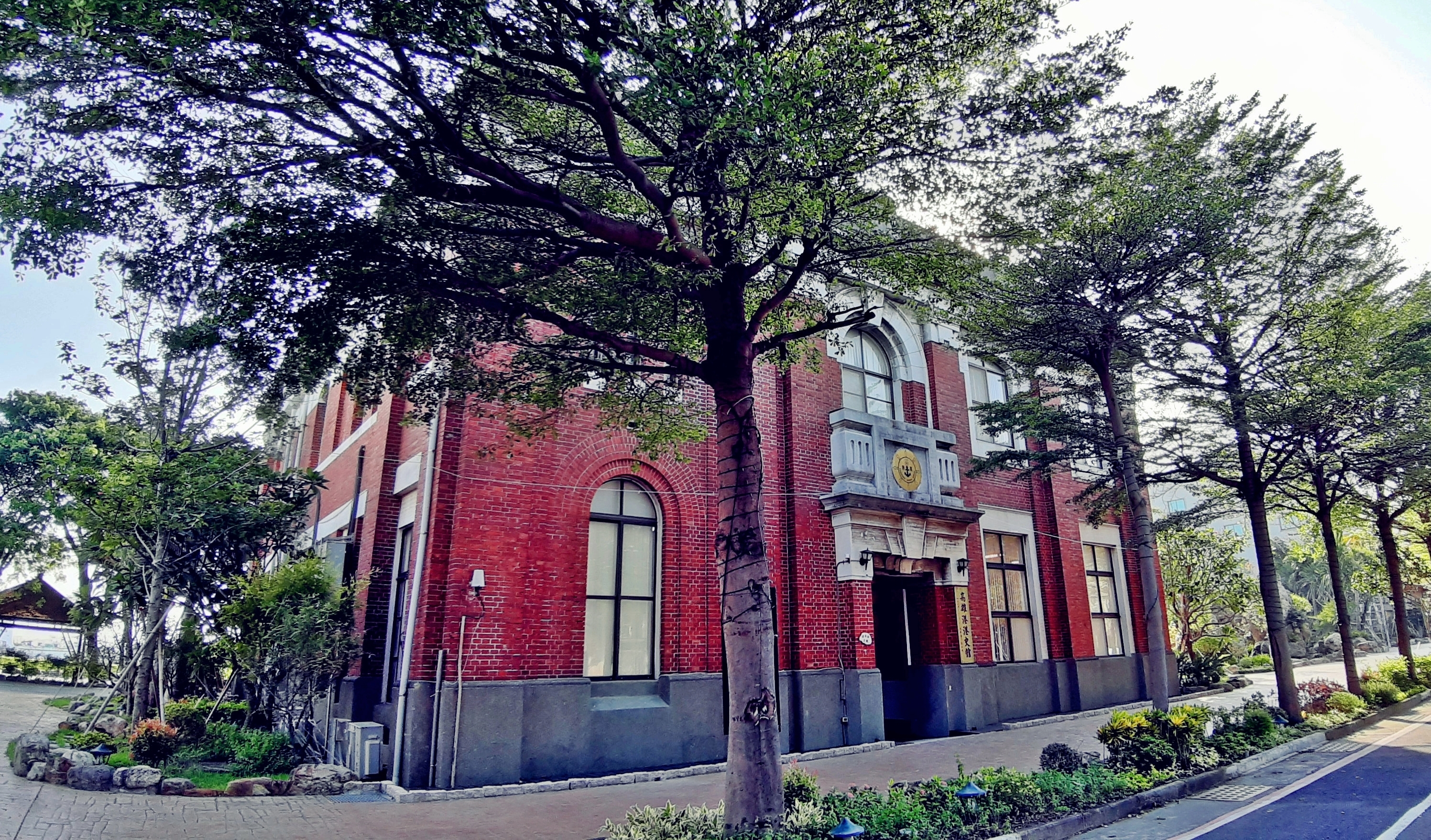
高雄港港史館

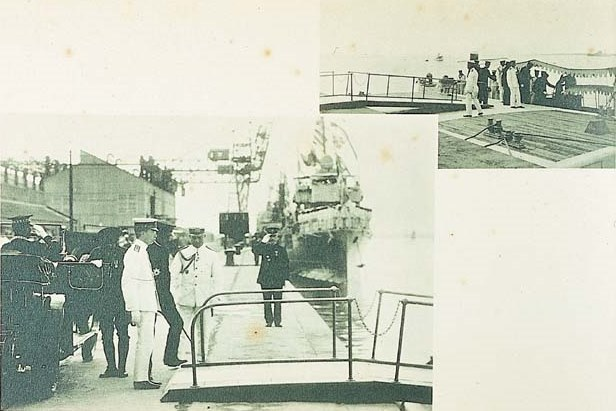
1923年高雄港內準備乘艇視察的日本攝政皇太子裕仁

1895年，根據馬關條約臺灣割讓給日本，臺灣民主國成立並發起戰事抵抗，日軍於1896年9月方佔領港區。日本為強化本港貨運功能而興建打狗港。
第一期築港：近代化港埠的建立
日本政府在國內建設重要港口，並運用學習自歐美的工程技術在港口建設，而在作為殖民地的臺灣，日本政府則是希望將近代化的築港觀念與方式帶入，試圖讓臺灣殖產興業能順利發展。隨著臺灣的產業的迅速發展，中南部的物產大多都集中在打狗港，然而，當時的打狗港卻無法完全配合大量物產的輸入，打狗築港的需要便在此顯得更加急迫。1908年3月份，日本帝國議會通過築港事業6年計劃，同一年臺灣總督府設置「臨時臺灣總督府工事部打狗支部」的事務所於哨船頭街，本部則設置在總督府，這標誌著打狗第一期築港事業的開始，將打狗港建設為良好的商業港口是第一期築港計畫的目標，日本政府希望打狗港能以進出3,000噸級，達到每年貨物吞吐量45萬噸為目標，築港的預算費用為473萬3千圓。工程計畫對於打狗港的淤塞與港口容量不夠進行改善，並且處理當南風吹來時，港口缺少屏蔽等缺失。日後因築港時間過長，無法配合臺灣本島內產業的迅速發展，因而由6年改成5年工程。在第一期工程完工後，打狗港已經可以容納下11艘3千噸級船隻，年吞吐量可達31萬噸，打狗港作為一近代化港口的狀態已經形成。
第二期築港計畫：港埠的擴張
雖然第一期築港計畫還尚未完成，但由於打狗港進出貨物急遽增加，港口設備很快地不敷使用，因此 1911 年臺灣總督府土木部打狗出張所所長山形要助提出築港擴張計畫的三個設計方案，最後總督府採用折衷的第二個方案，並於1912年3月的第28回帝國會議提出獲得通過，計畫預算1,278萬4千圓。此計畫原先預計於1925年完成，但中間遭遇財政因素與需求擴充，計畫規模反覆改變，終於在1937年完成實際施行長達25年的第二期築港工程。
第二期築港之規劃，首先以能容納1萬噸級船隻之進出與停靠為目標；再來是第二碼頭（今鹽埕埔一帶）的擴建，包含增設倉庫及水陸聯繫設備，在增加之倉庫群與工廠之間，佈設多條港區鐵路行駛於打狗驛（鹽埕埔庄）與倉庫之間，提供貨物裝卸、存放，並能載送至火車站之運輸效能。另外，哨船頭船渠的擴建與變更，打狗地區的漁業中心，逐漸從旗後移轉至哨船頭。修建後的陸上設備則包含競賣場、漁市場事務所、倉庫、旗後間渡船及渡船休打狗所、漁船用重油槽等，形成日後鼓山漁港的基礎空間型態。
總督府有感於打狗因築港事業的進展，人口快速增加，都市計畫規模已經不足，市區必須擴張，因此配合築港計畫，同時也公布打狗市區改正計畫，並開始著手進行打狗川河道整治，經由疏浚、矯直，成為提供小型船隻運輸兩岸及後方工廠所需材料的運河，也就是現今愛河的雛型。
昭和12年（1937年）完成二度改建，可停8,000噸船隻，碼頭擴至16座，倉庫19座。10,000噸船隻也可進出港區。航線方面，大正13年（1924年）已有高雄－橫濱線、高雄－廣東線、高雄－天津線、臺灣－朝鮮／滿州國線等，貿易總額當年吞吐量為158萬噸。昭和14年（1939年）吞吐量升至320萬噸，成為日治時期高雄港的運量高峰。
第三期築港：「南進要港」的擴建計畫
第二期築港工程於1937年完工，但高雄港的營運量發展快速，加上日本政府在同年7月7日發動中日戰爭，原本作為商港的高雄港增加軍事運輸任務，貨物吞吐量達250萬噸，以致甫完成不久的港灣設施不敷使用。為配合戰爭需要，緊接著進行第三期的築港工程，預計投資770萬日圓、持續6年的港灣建設事業。由於當時高雄港港埠護岸陸上的設備並未整備齊全，而且港口吞吐量不斷急增、農產品以外的貨物進出亦增加之下，陸上設施擴充的需求更加急迫；因此，第三期築港工程的重點是在於港埠護岸與設備，以及既有空間之修築改善。除了第三期計畫工程的執行，隨著戰事的需要，總督府進一步以高雄港為南進基地，不僅計畫改築高雄港為軍港，並在壽山北端潟湖開闢另一港口（即左營軍港）。
昭和19年（1944年）中期以後，第二次世界大戰同盟國在太平洋戰場展開反攻，美軍已漸次贏得新幾內亞、塞班島、菲律賓等戰場勝利，美國陸軍航空軍已能對臺灣、琉球直接空襲。10月以後，高雄港遭到盟軍猛烈轟炸，所有碼頭倉庫幾盡摧毀。日軍為避免美軍登陸作戰時利用該港補給物資，自沉大船五艘封鎖港道。

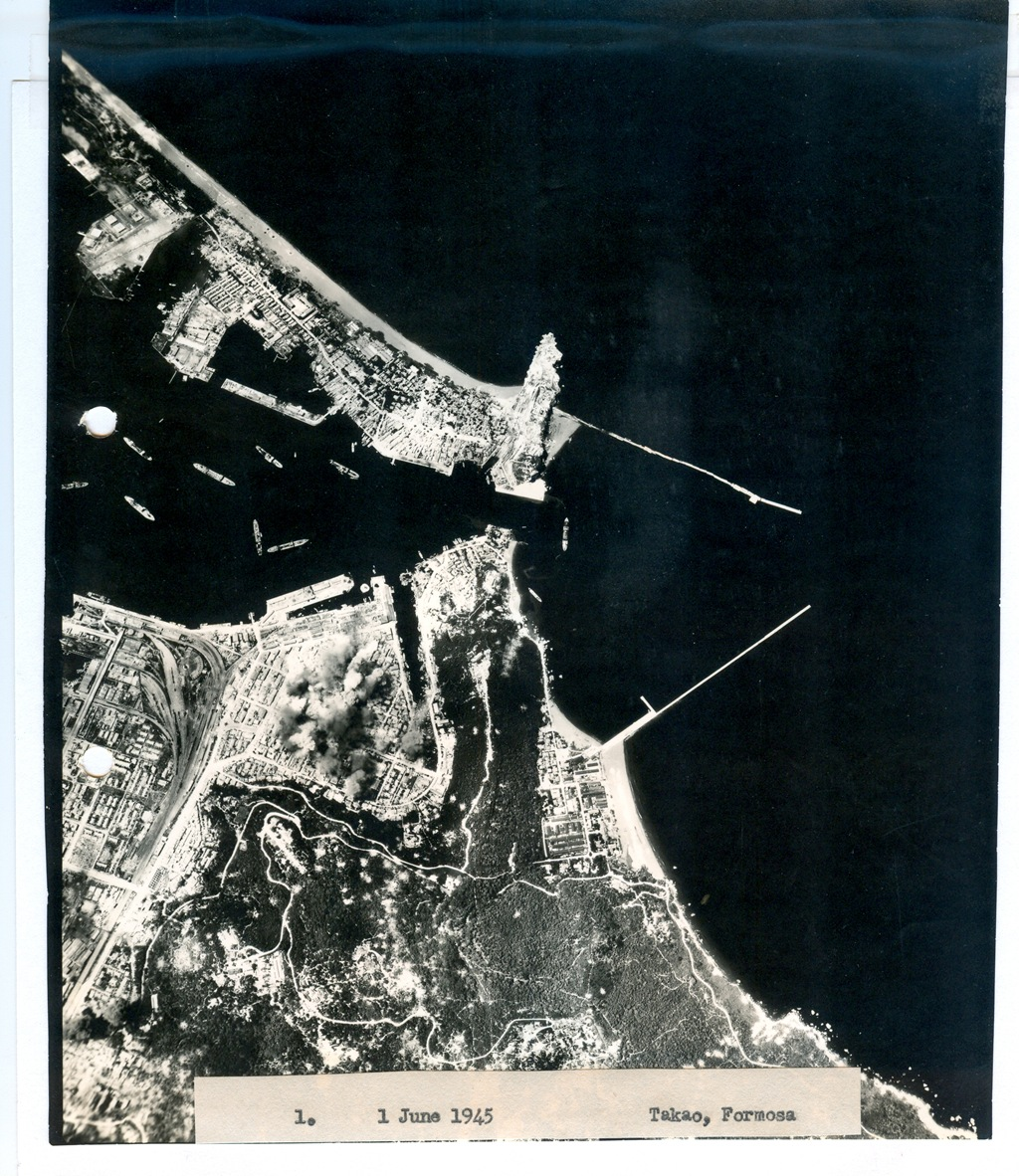
受美軍轟炸的哈瑪星與部分高雄港區

### 中華民國時期
1945年日本戰敗，進入中華民國時代，於12月正式成立高雄港務局管理高雄港業務，同時打撈沉船以清理航道。
民國48年（1959年）後，高雄港展開12年擴建計畫等多項措施，至民國69年（1980年）完成中島商港區，並增加深水碼頭27座，淺水碼頭2座。附設高雄加工出口區、前鎮漁港、臨海工業區、中國鋼鐵公司、臺灣國際造船公司，以及第一、二、三、四貨櫃中心等。民國64年（1975年）第二港口開通，並在民國73年（1984年）完成高雄港過港隧道。第五貨櫃中心，於民國78年（1989年）完成。
由於不斷擴建，高雄港在1960年代起超越港區狹小擴建不易的基隆港，成為臺灣第一大商港，並持續至今。

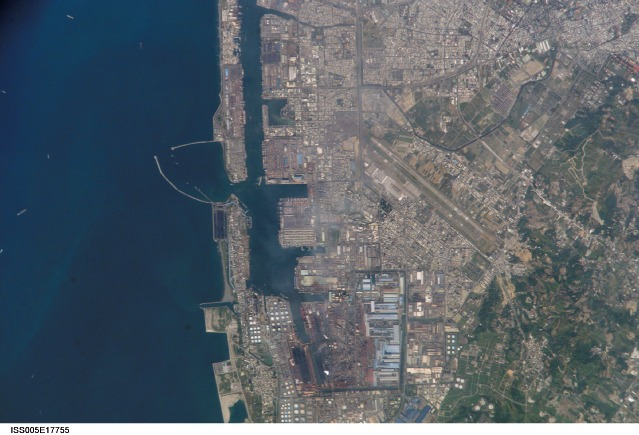
第二港口空照圖

高雄港於民國88年（1999年）位居世界貨櫃吞吐量第3大港，當年貨櫃進出口量約700萬TEU；僅次於香港與新加坡。近來由於受到區域內其他港口，包括傳統大港香港、釜山以及新興港口深圳鹽田、上海洋山、浙江寧波、山東青島之競爭挑戰，高雄港排名略有下滑，民國105年（2016年）貨櫃裝卸量約1,046萬TEU。
民國92年（2004年）高雄港總進出港船次為39,045艘次，為歷年高峰；民國99年（2010年）為35,312艘次。高雄港港口貨物吞吐量約占臺灣整體港口貨物吞吐量五成、貨櫃裝卸量則占整體七成左右。高雄港進出港旅客人數排名臺灣第3（僅次於基隆港、臺中港）。民國101年（2012年）3月1日臺灣港務公司成立後，前高雄港務局改制為前述公司屬下的高雄港務分公司。
2021年6月3日11:30左右，香港东方海外货柜航运公司的一艏货轮失控，擦撞拖倒岸上两台桥式起重机，导致起重机倒塌，有1人受伤，2人被困但没生命危险。

## 港區地理與設施
高雄港所在灣區是一狹長海灣，原為一潟湖，總長度12公里，寬度約為1公里至1.5公里。入口寬度則只有100公尺，形狀類似口。高雄港港區面積為17,736公頃，其中陸域面積1,871公頃，佔全港面積之10.55％，水域面積15,865公頃，佔全港面積之89.45％，有兩個入海通道，進出港航道長18公里，港區海域設有兩套防波堤。目前高雄港航道和港區水域水深為11.3公尺至17.6公尺不等，可供15萬噸級海輪進出港和停泊。港區水域錨地2處，設浮筒泊位24組，可泊萬噸級以上船24艘，超級油輪浮筒2座，分別可泊15萬噸級和25萬噸級巨型油輪。錨泊地總泊數可達190多艘。
高雄港現有營運碼頭約116座，其中雜貨碼頭30座、貨櫃碼頭24座、散裝碼頭32座、榖類碼頭2座。此外客輪、軍艦、港務、工作碼頭共28座。另有倉庫96座，容量57.6萬噸。貨櫃場5處，供貨櫃轉運。港區現有貨櫃裝卸橋（橋式機）及裝卸搬運機械170架。港區未來將建置汙水下水道系統。
高雄港的碼頭依照位置與特性，可以分為蓬萊商港區、鹽埕商港區、苓雅商港區、中島商港區、前鎮商港區、小港商港區、中興商港區與大仁商港區。還有一些零星分佈的小漁港、造船廠與修船場等等。

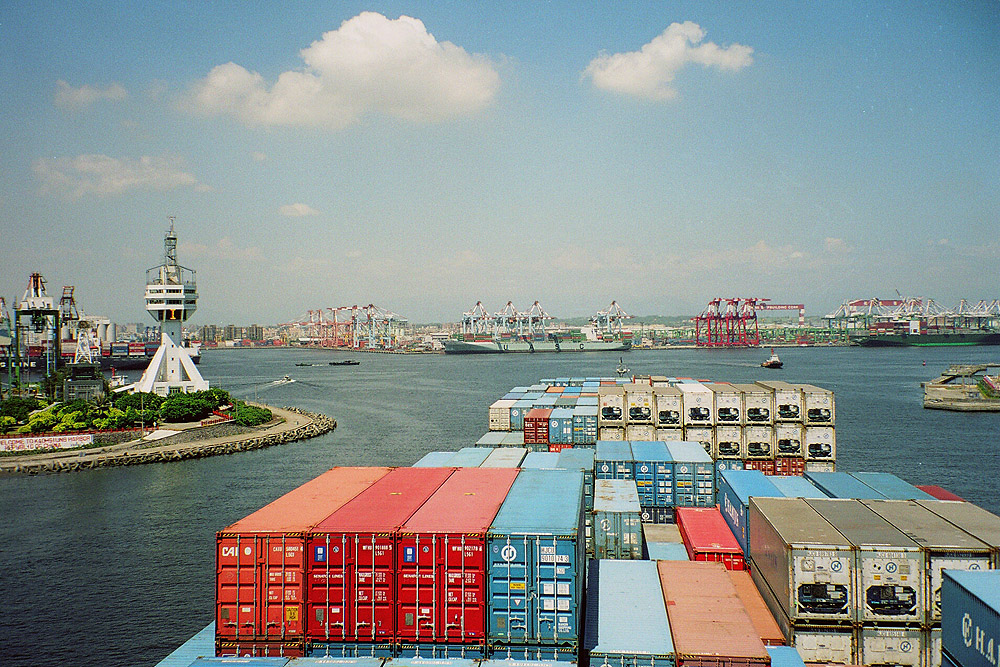
從貨櫃船上觀看高雄港
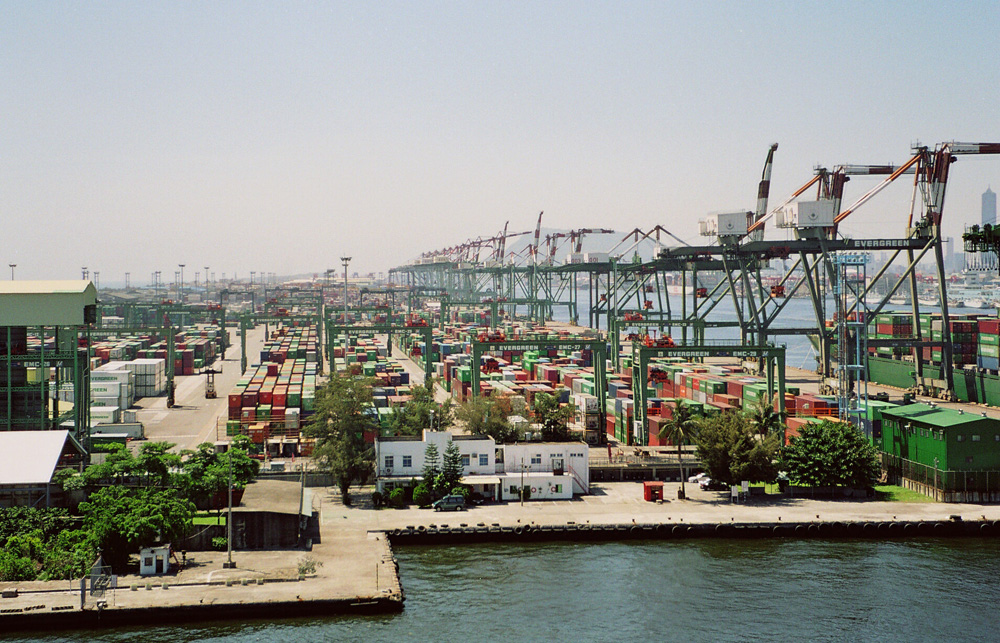
高雄港的貨櫃碼頭
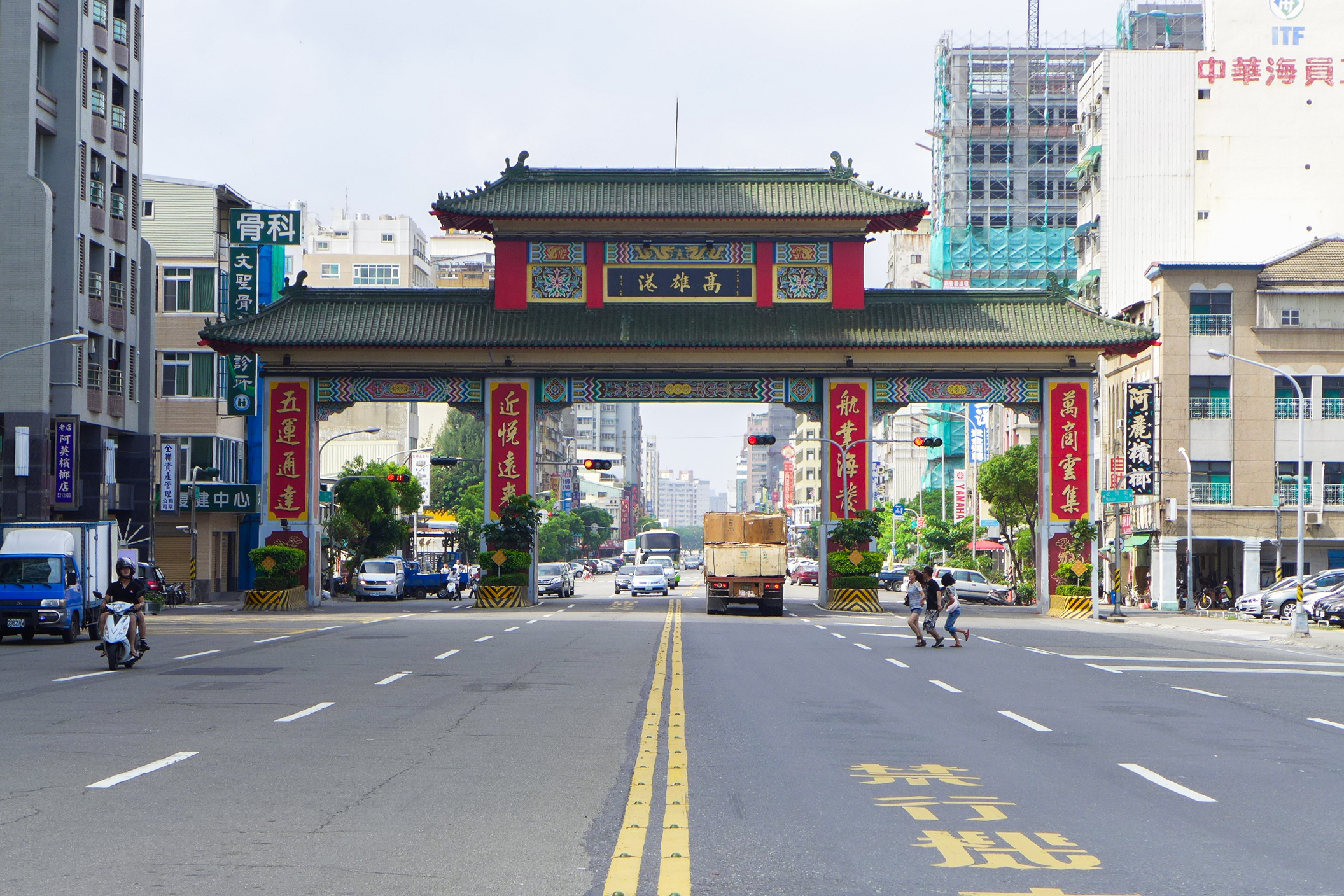
高雄港入口牌樓（正面）
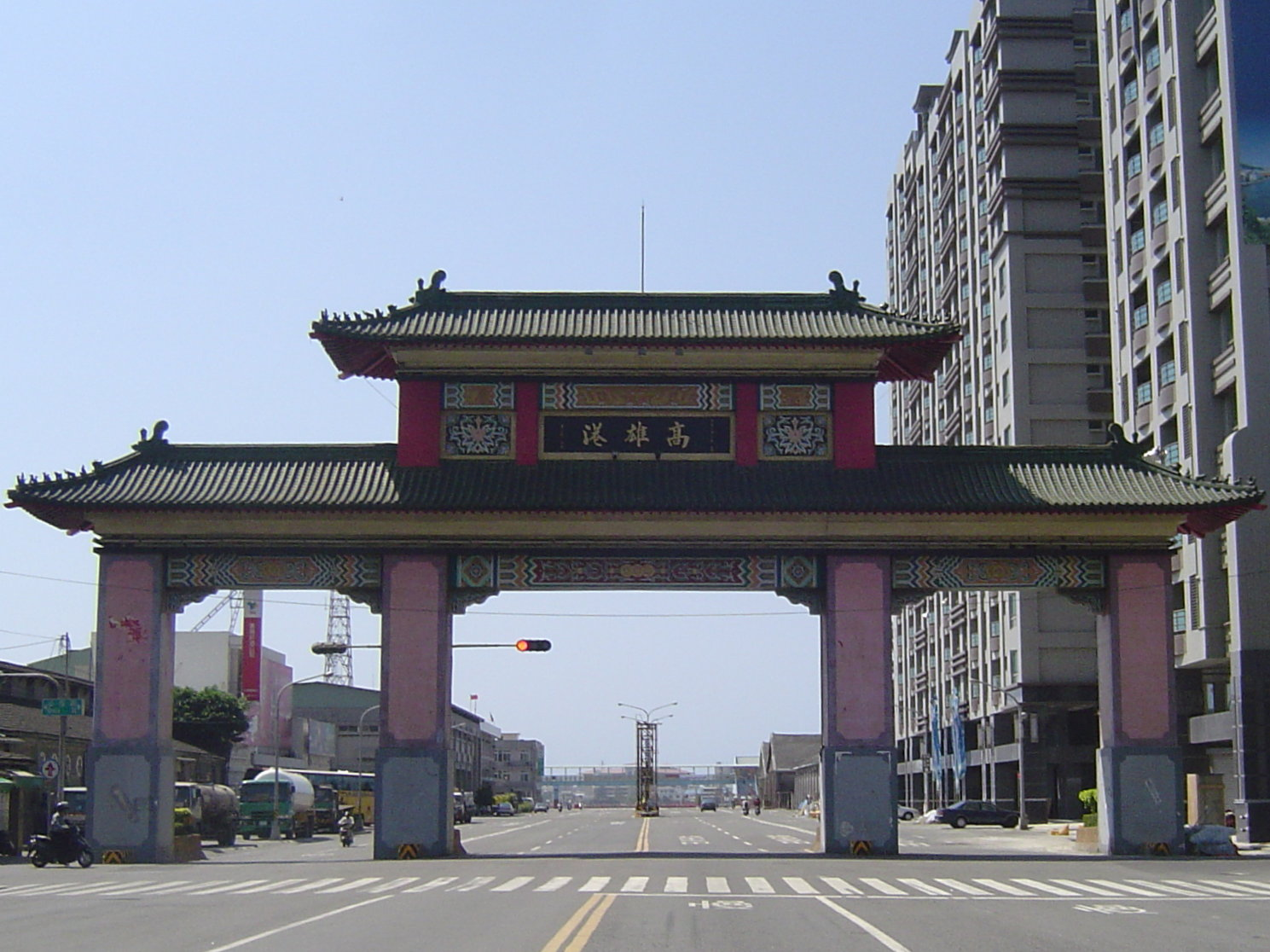
高雄港入口牌樓（背面）
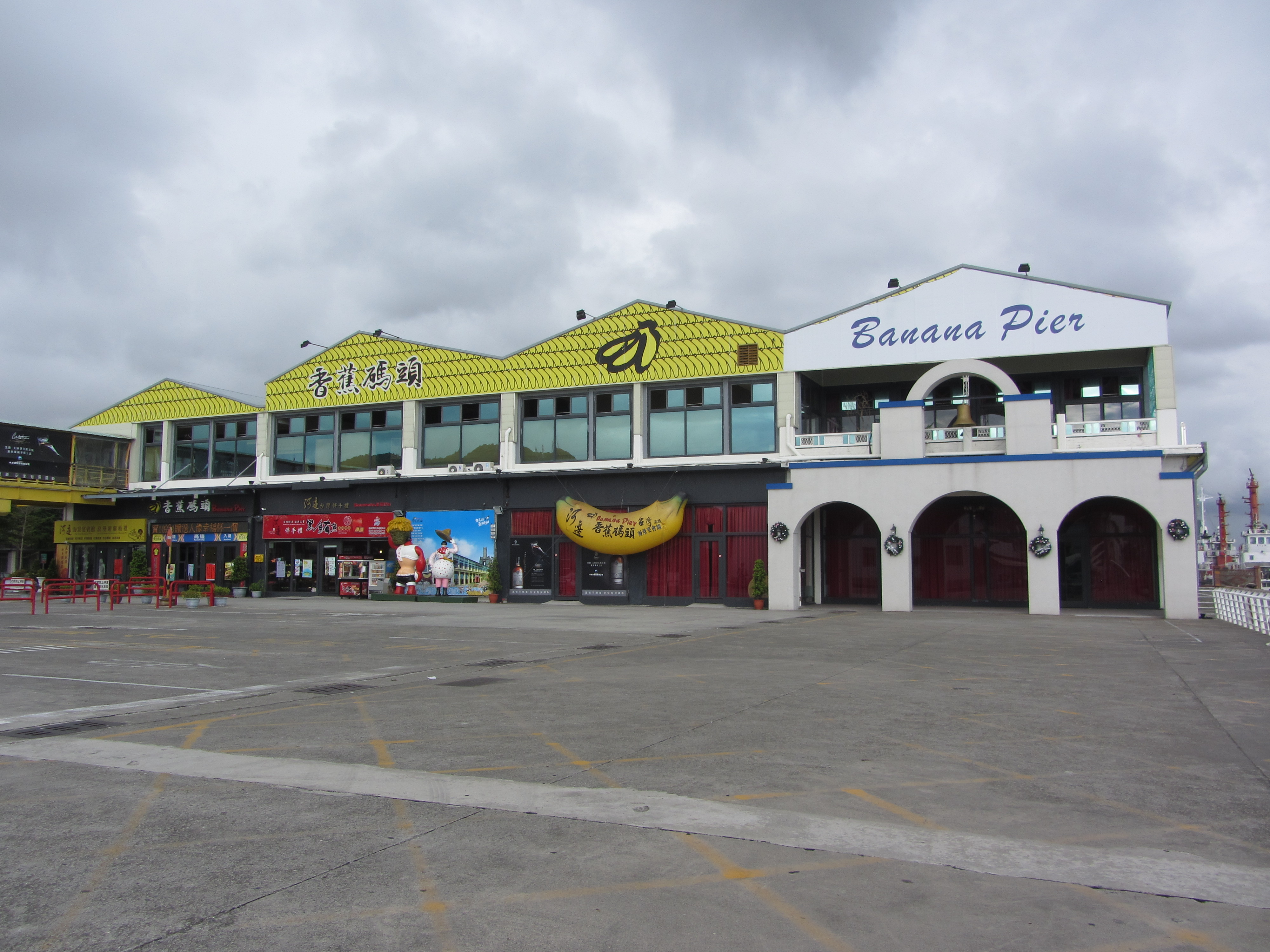
香蕉碼頭
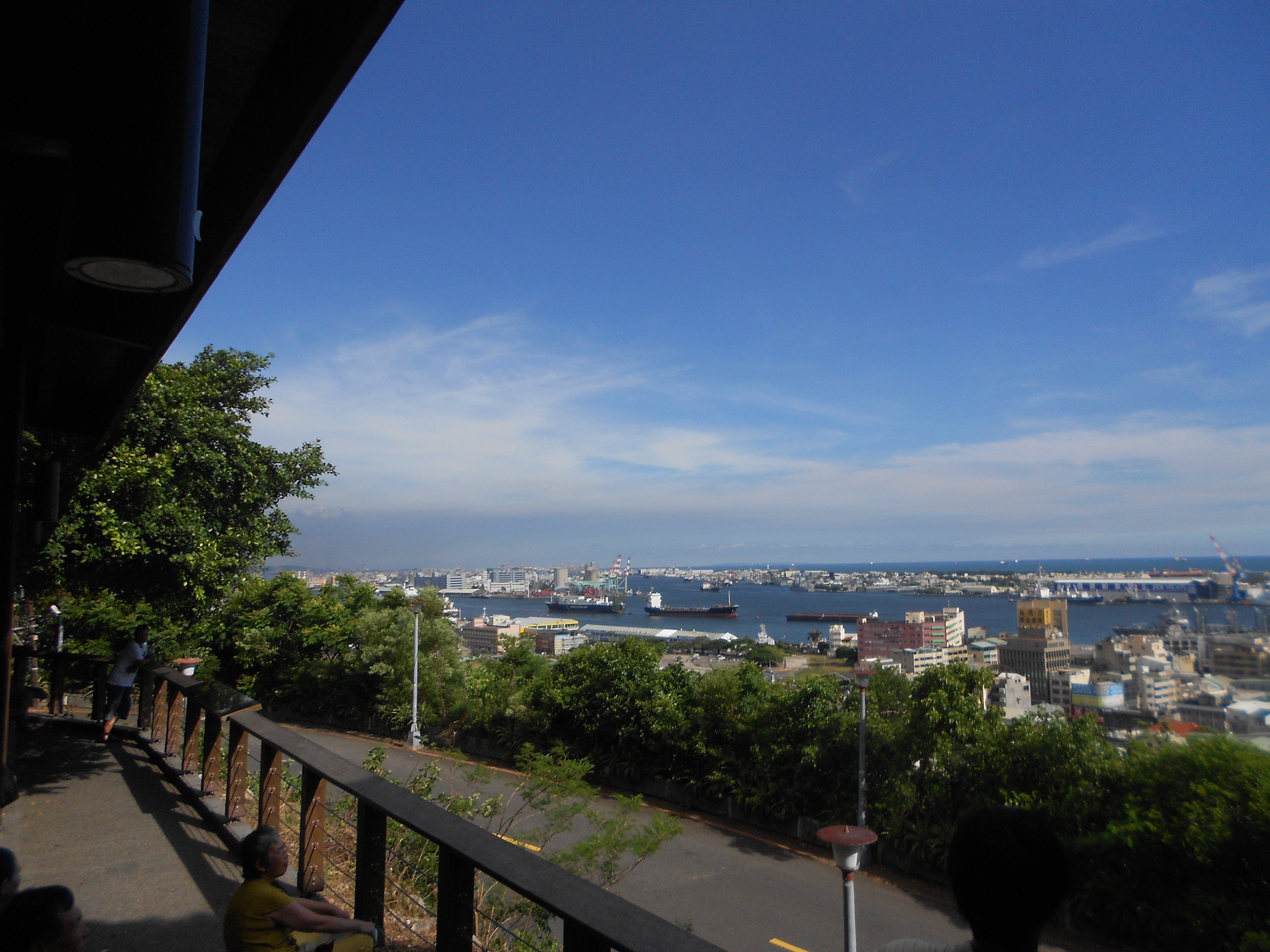
從壽山方向俯瞰高雄港
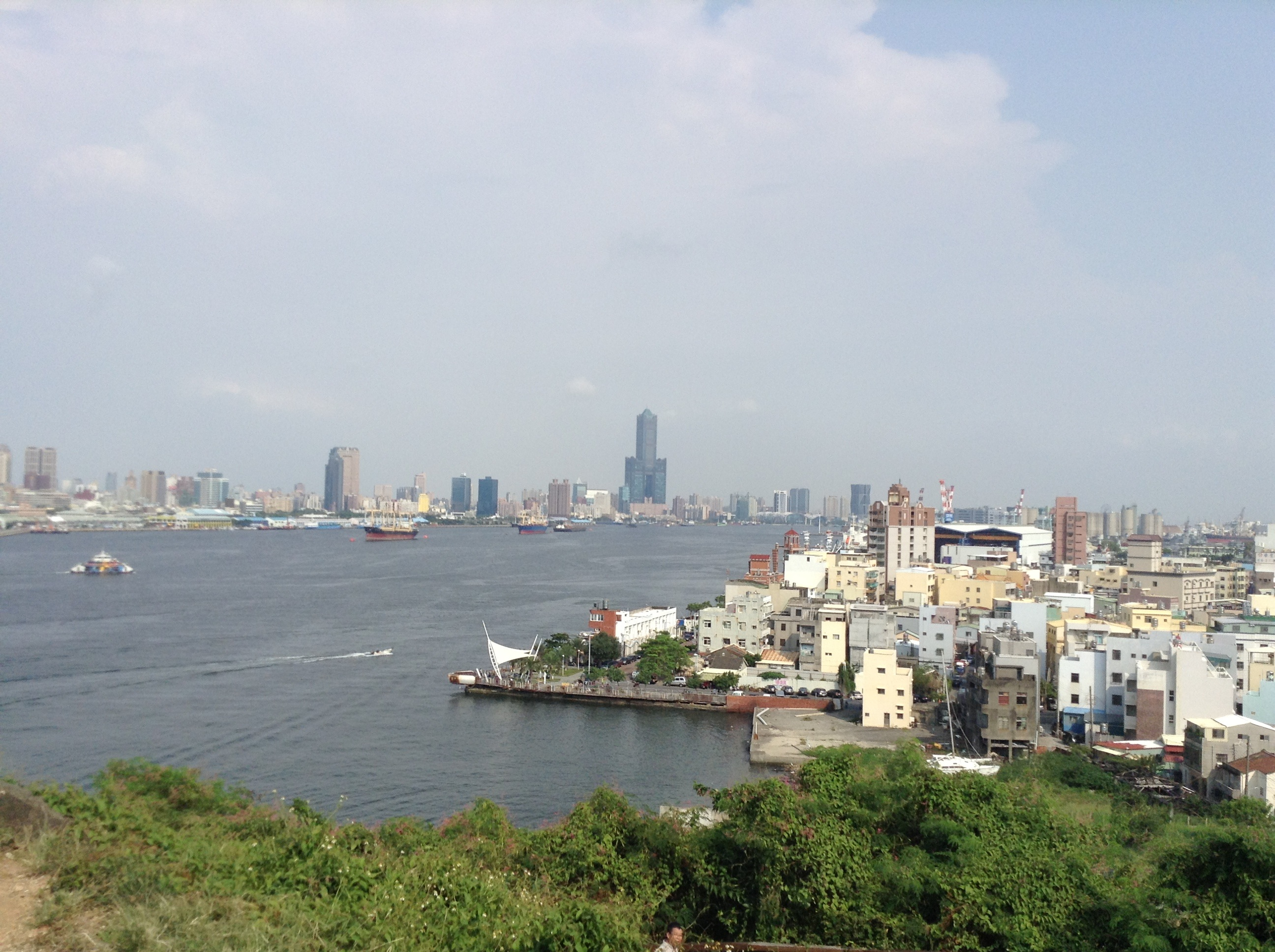
從旗後燈塔處往高雄港望去
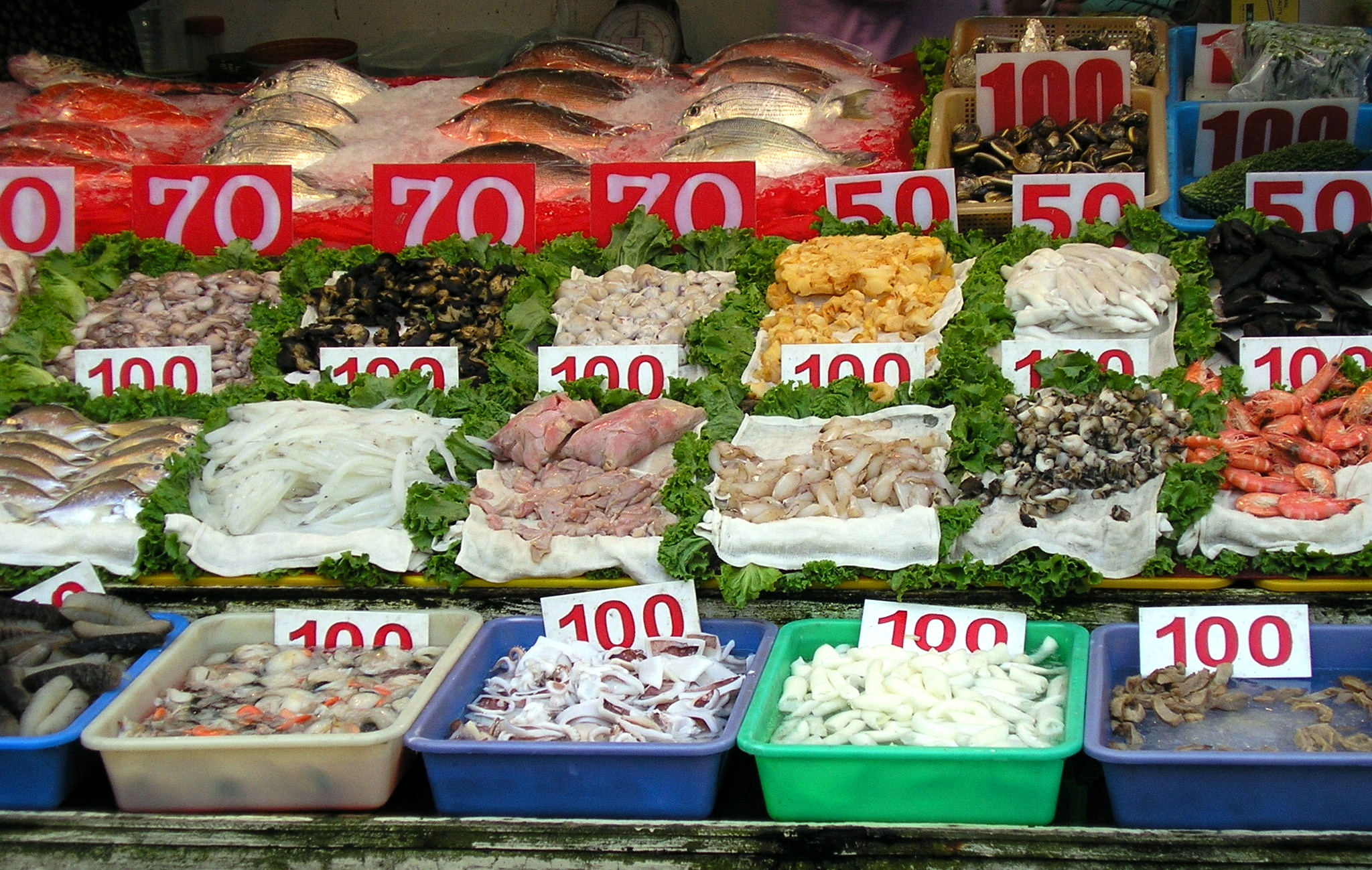
旗津漁港海鮮攤位
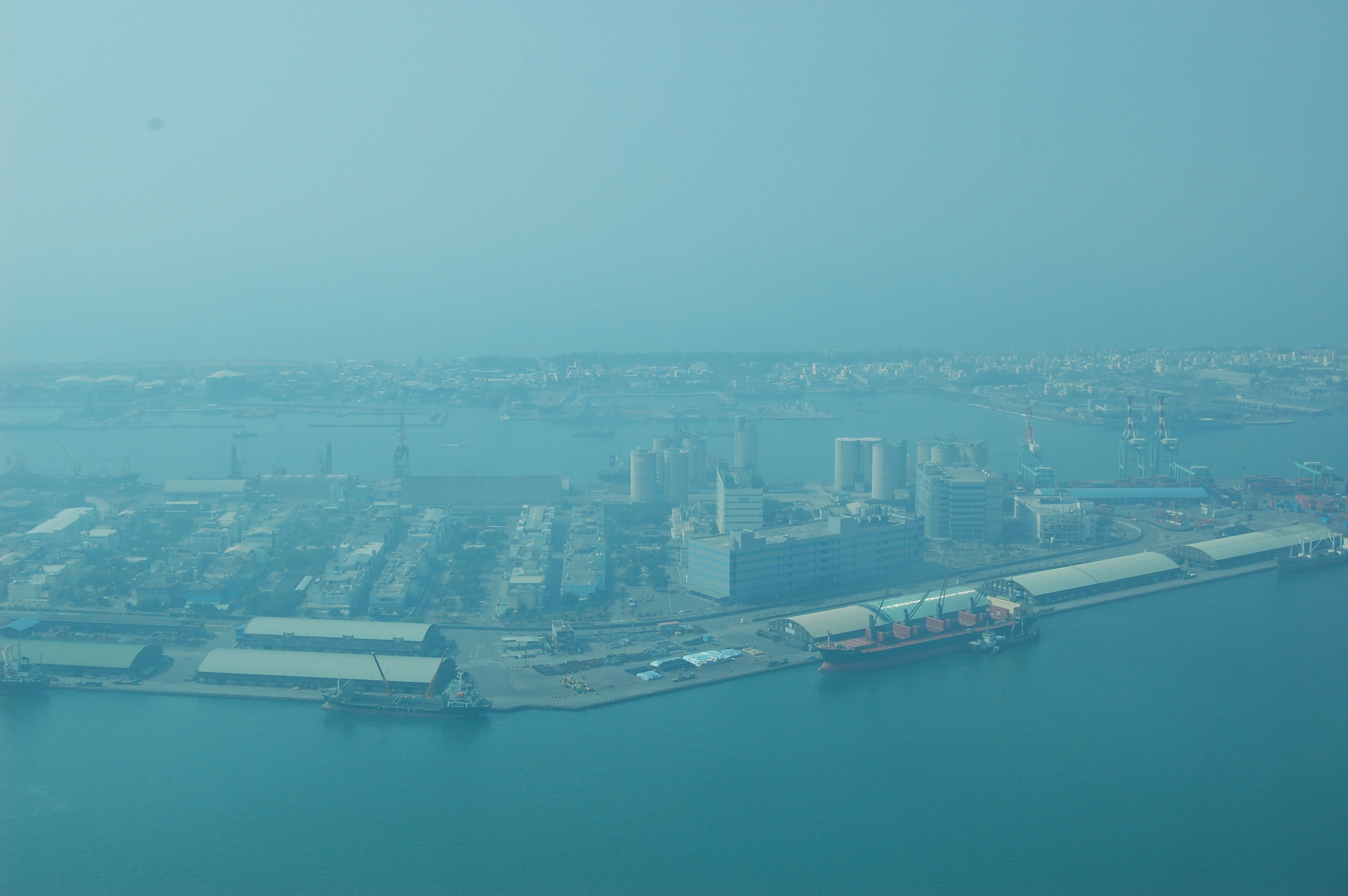
從高雄85大樓看高雄港
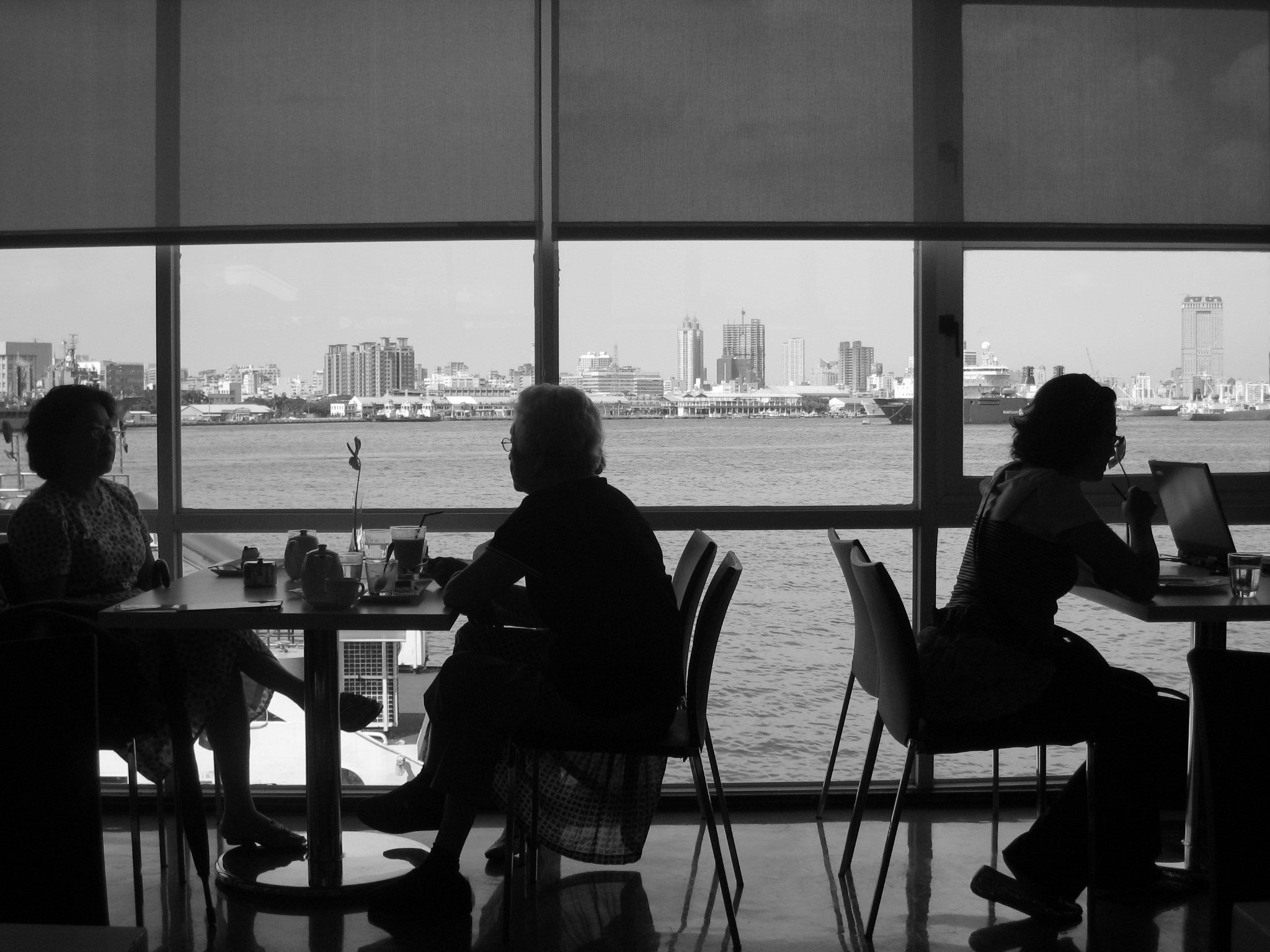
高雄港畔的咖啡廳
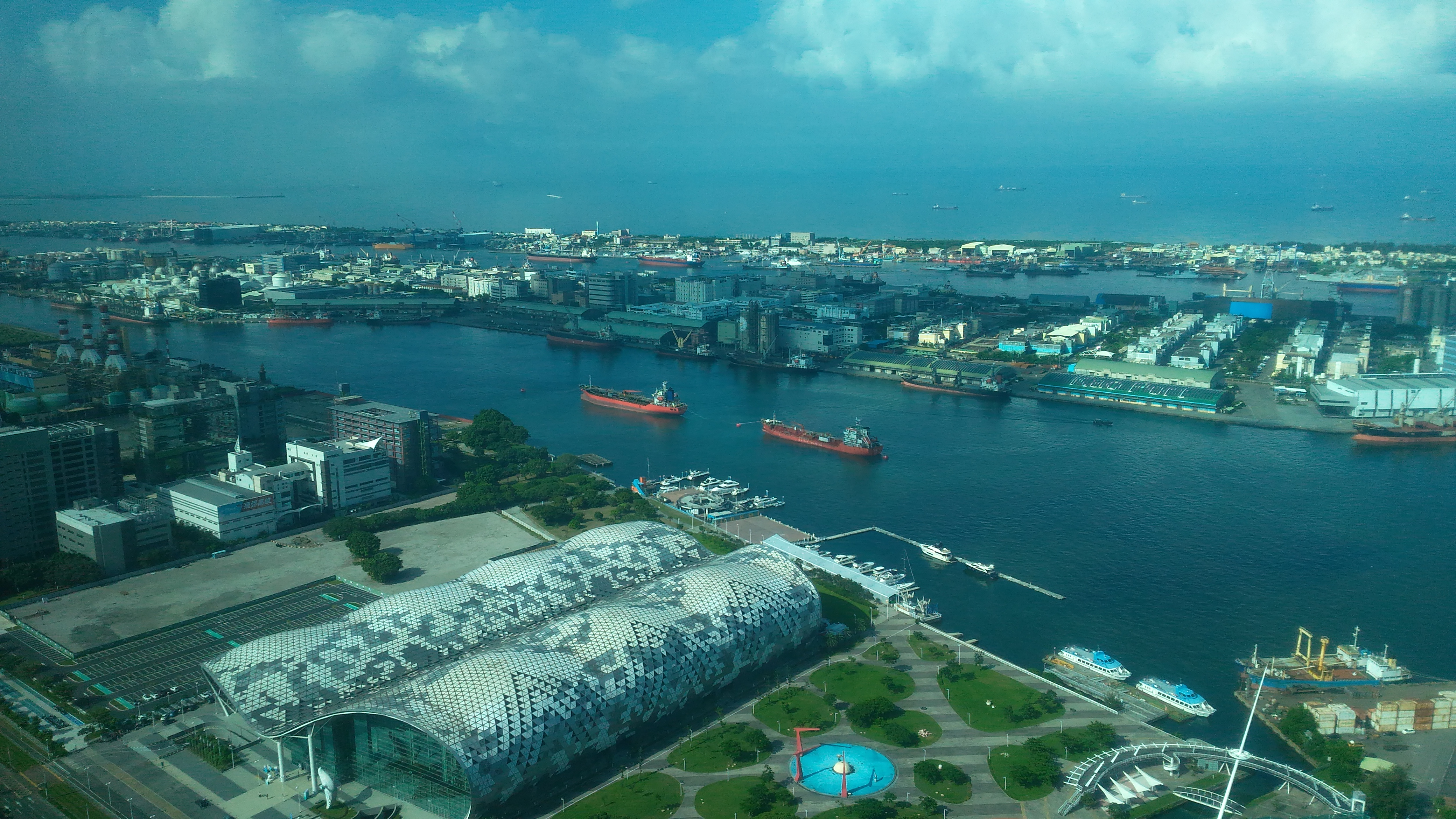
遠眺高雄港區
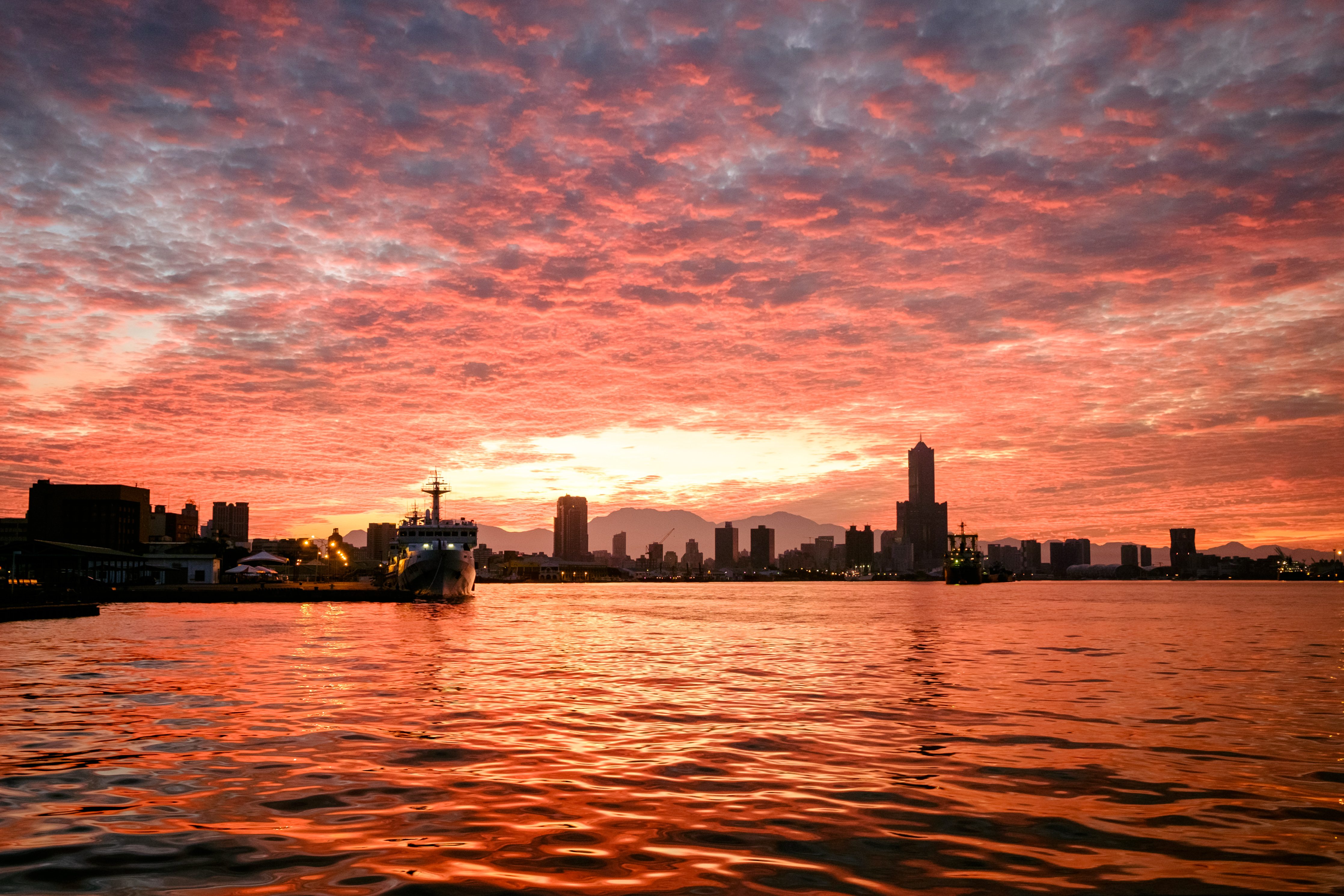
從渡船上眺望高雄港的日出
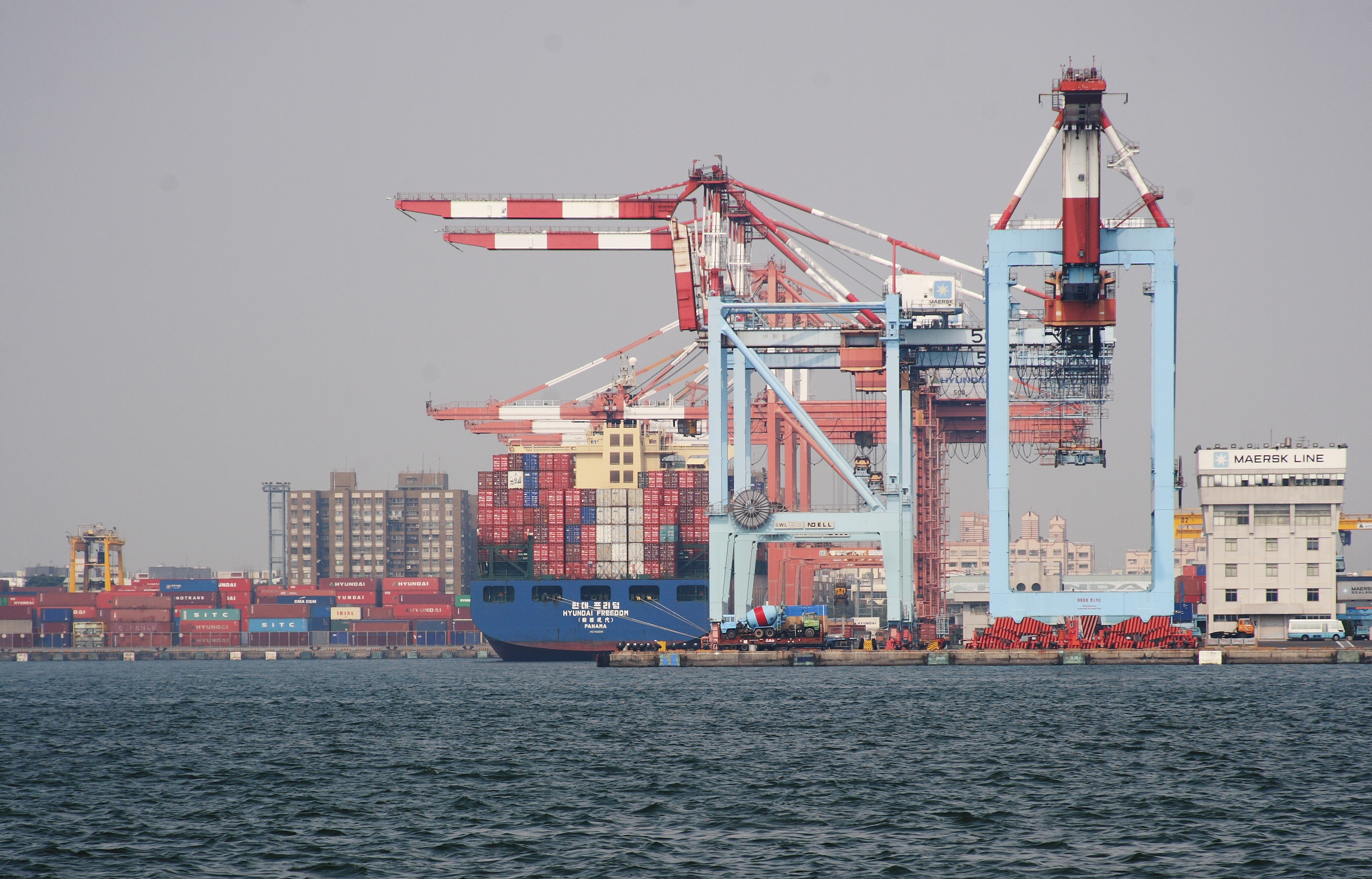
HYUNDAI FREEDOM 貨櫃輪於高雄港
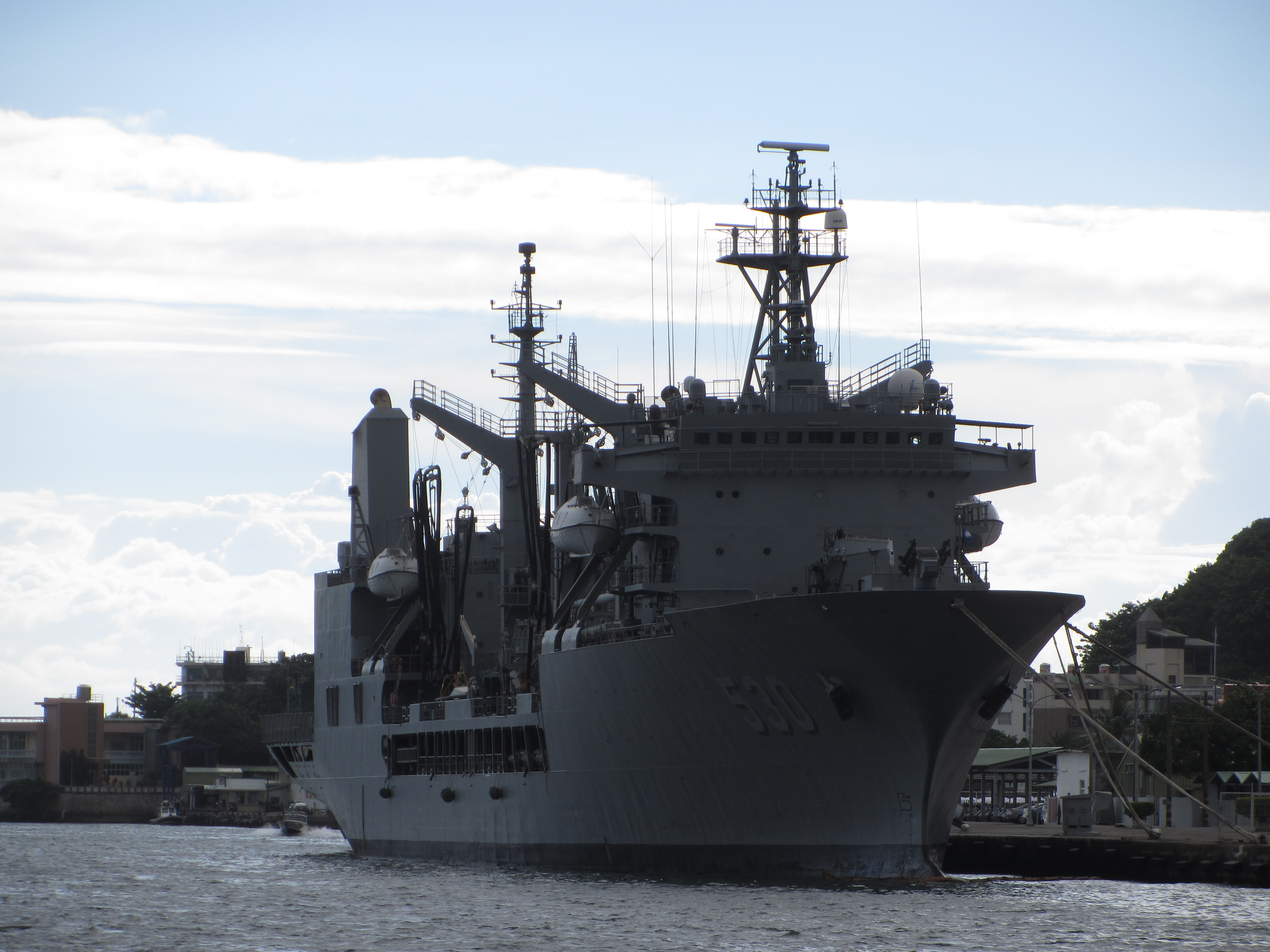
中華民國海軍武夷號油彈補給艦停舶於高雄港
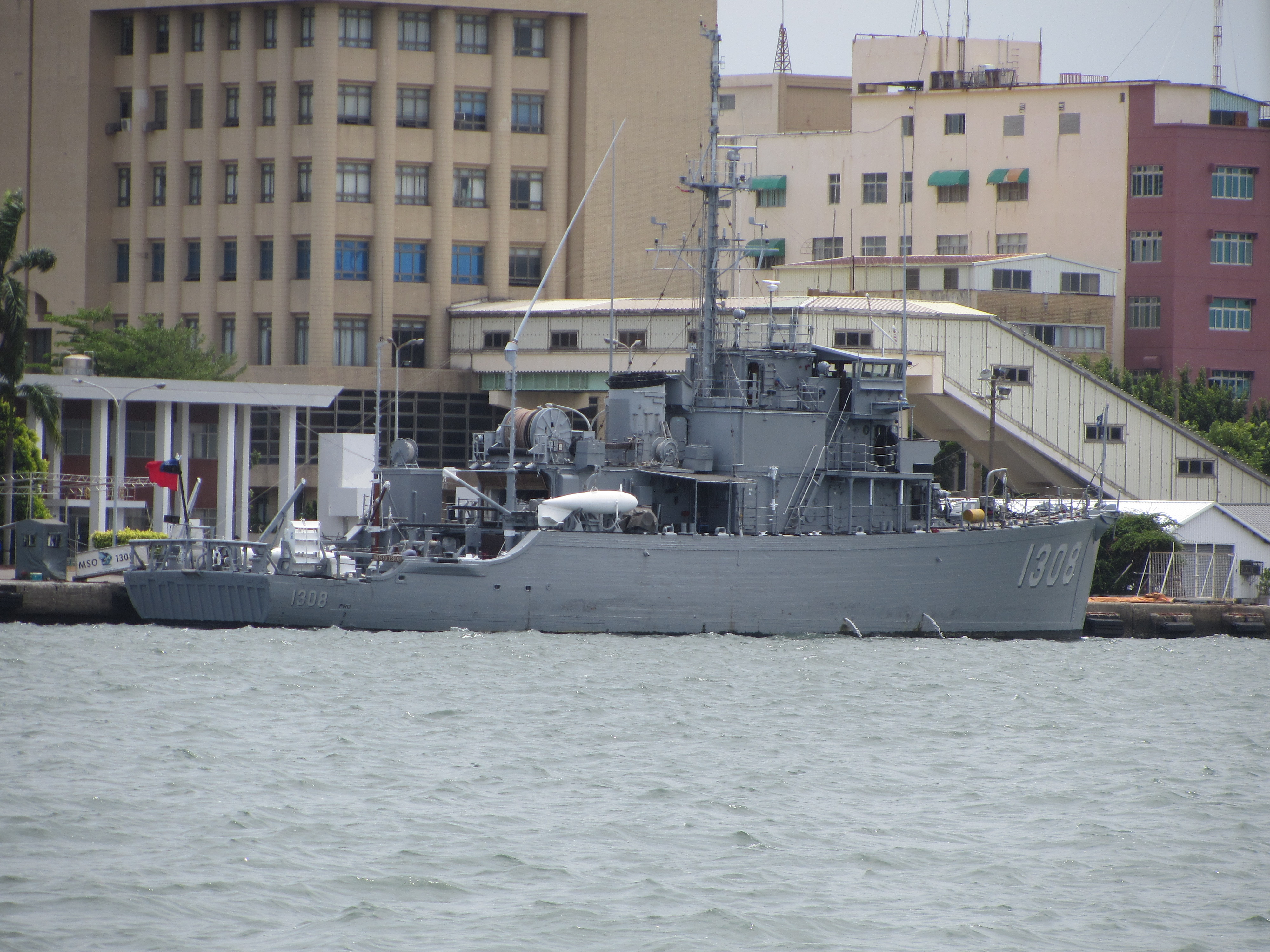
中華民國海軍永陽級遠洋掃雷艦永固號（MSO-1308）停舶於高雄港
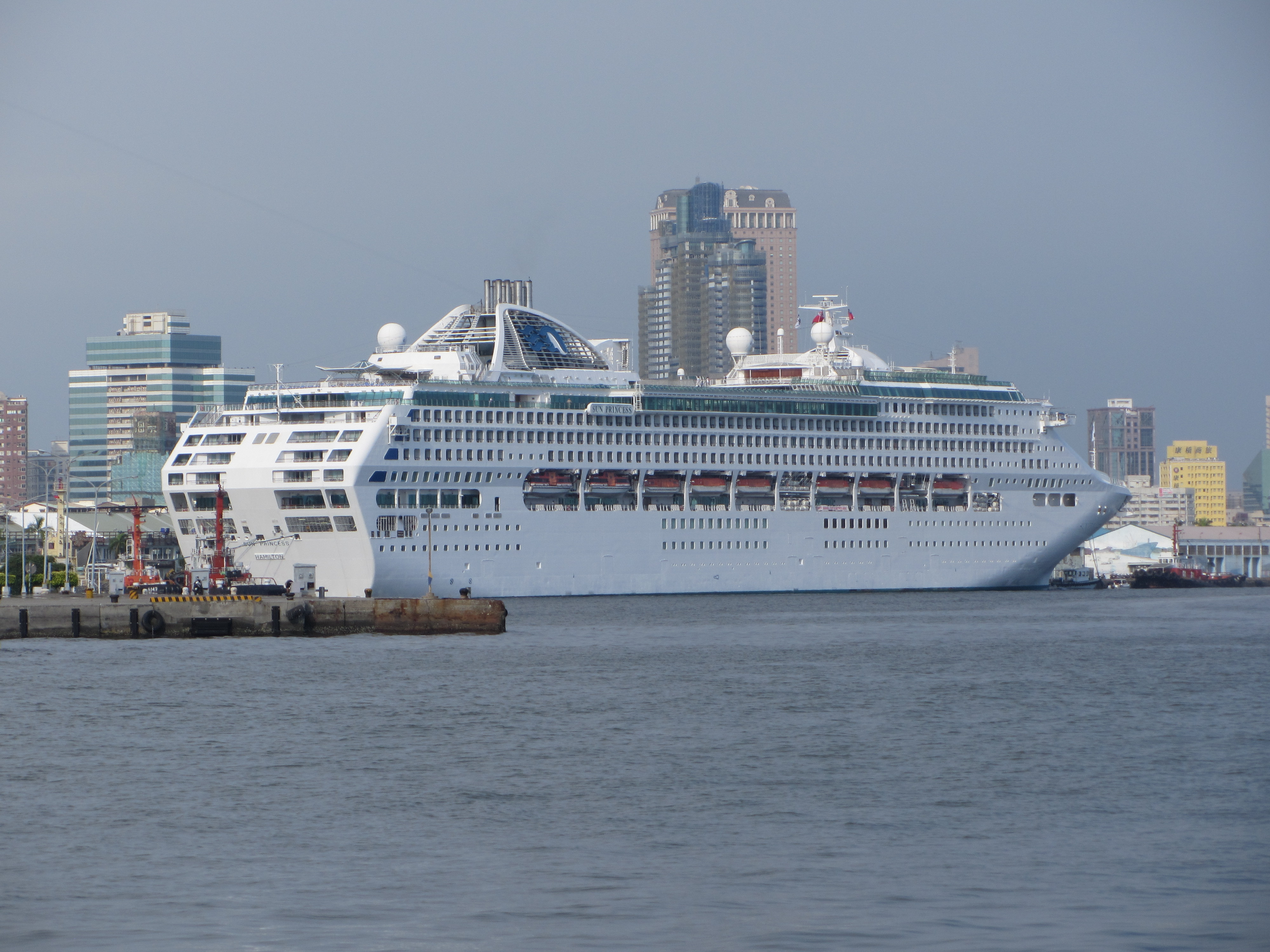
停泊於高雄港的太陽公主號郵輪
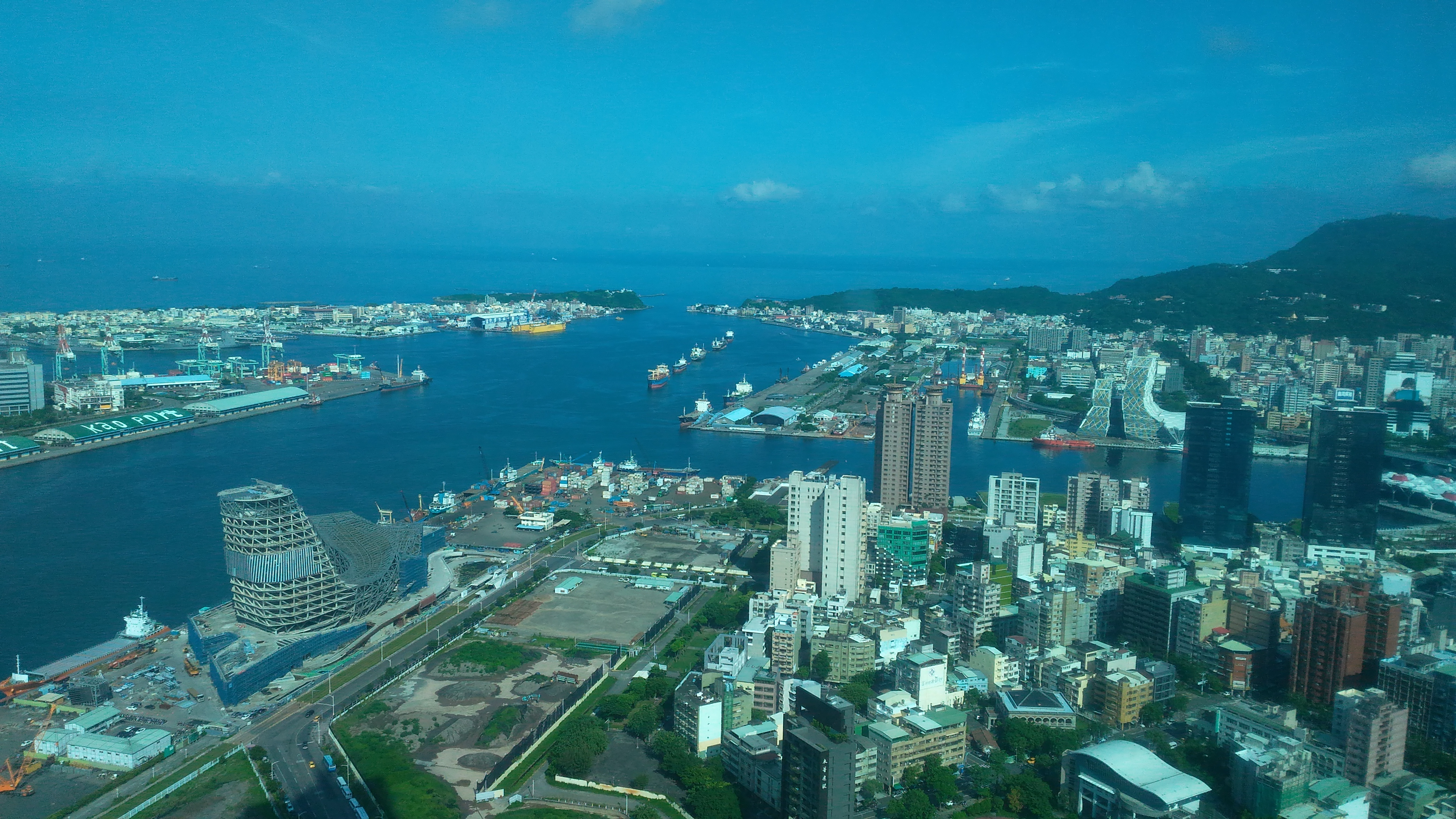
遠眺高雄港第一港口、高雄市區及壽山
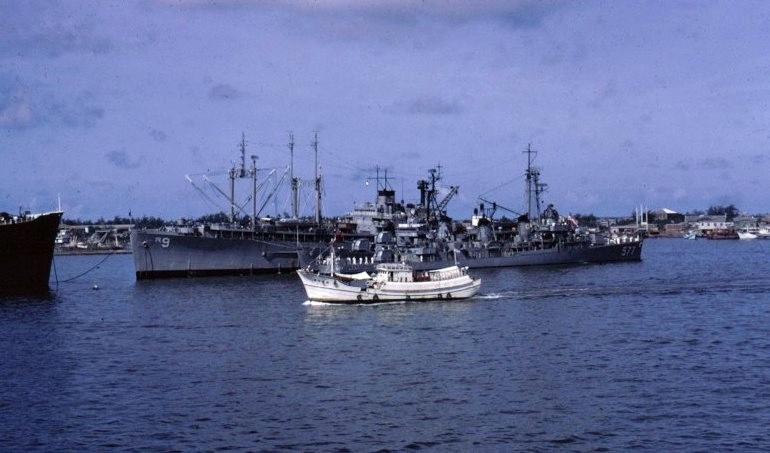
1967年，美國海軍史波斯頓號驅逐艦（英语：USS Sproston (DD-577)）（DD-577）與三角洲號維修艦（英语：USS Delta (AR-9)）（AR-9）停靠於高雄港內
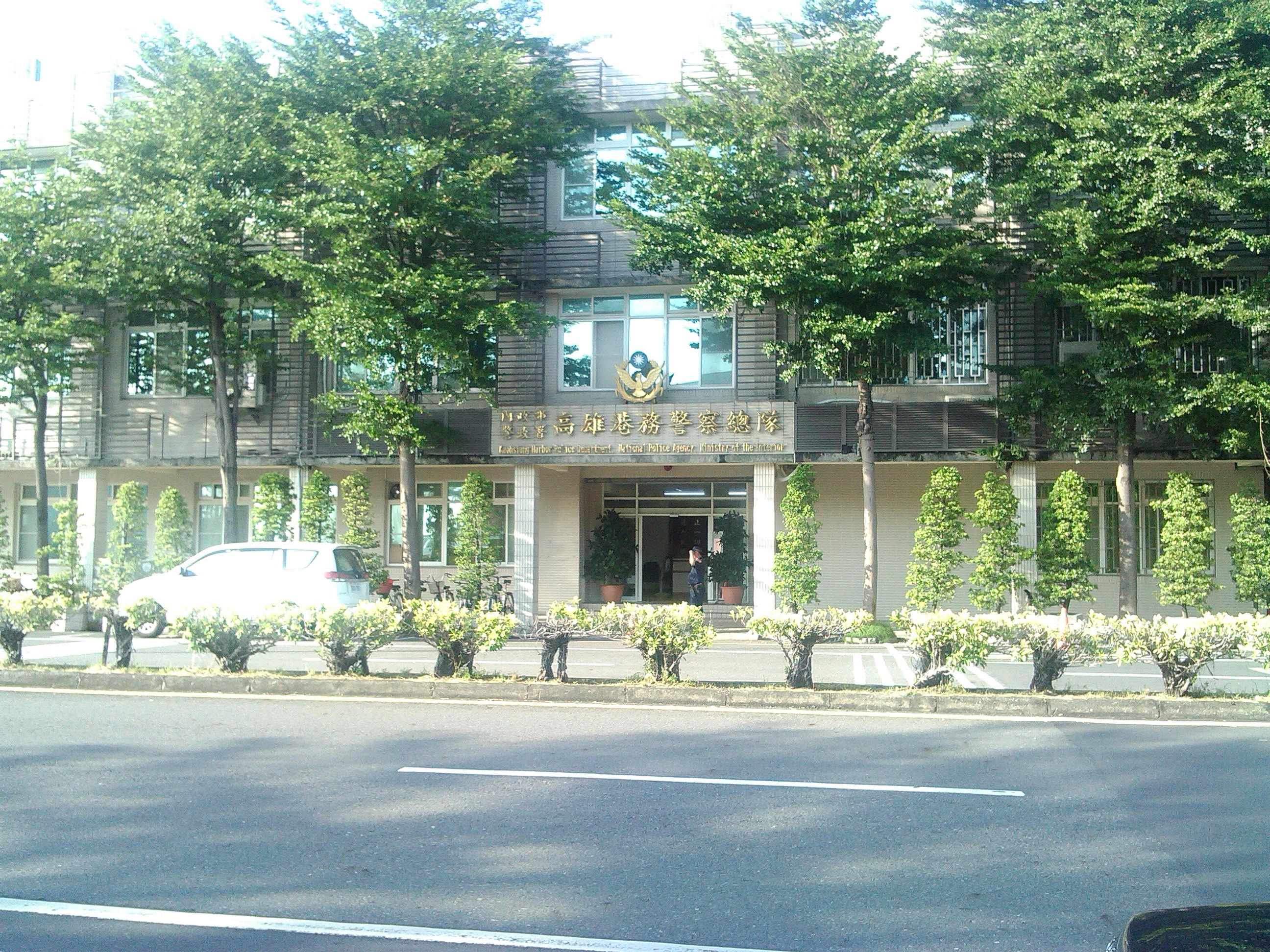
高雄港務警察總隊
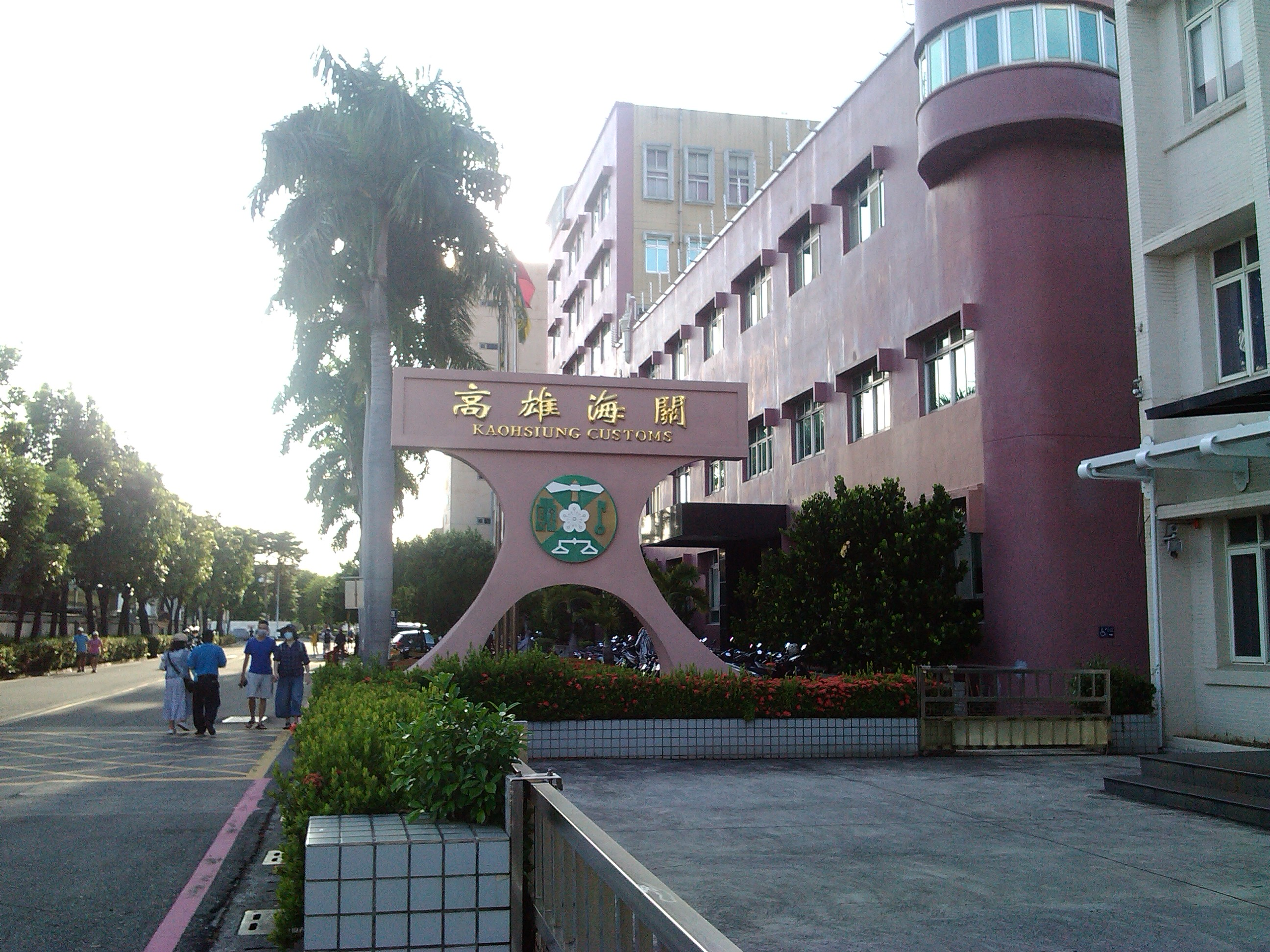
位於高雄港埠的高雄海關

## 港區地圖
= 工業區；   = 貨櫃碼頭；   = 雜散貨碼頭；   = 倉儲物流區；   = 漁港；   = 商業區；   = 海軍基地

## 港埠設施
高雄港現有碼頭137座，其中作業碼頭87座、非作業50座。

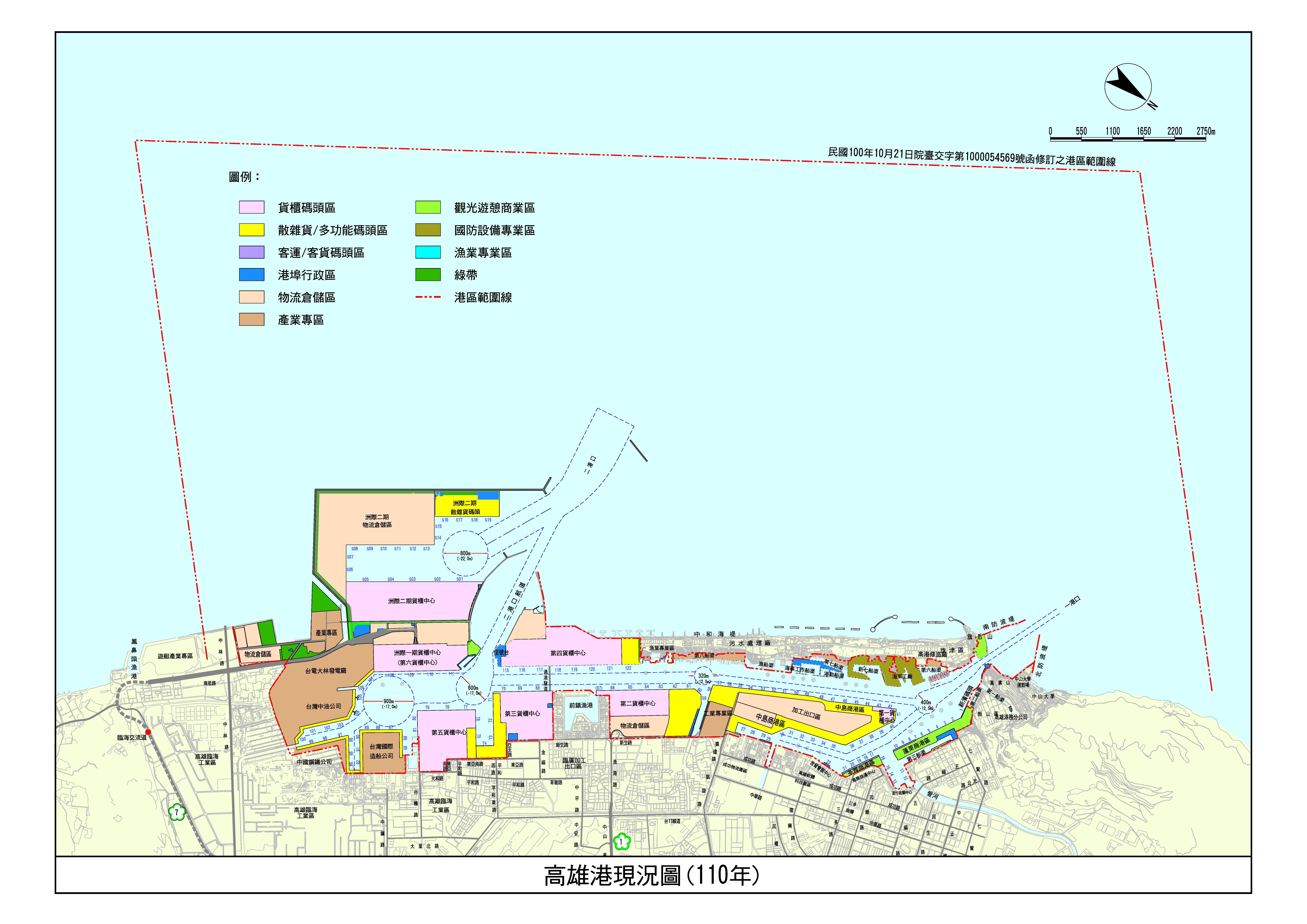
高雄港區碼頭分布圖

### 蓬萊商港區
- 新濱1、2號碼頭⇒軍用碼頭
- 1號碼頭⇒澎湖輪（新濱碼頭）
- 2號碼頭⇒親水遊憩碼頭（漁人碼頭）
- 3號碼頭⇒親水遊憩碼頭（香蕉碼頭）
- 4~7號碼頭⇒親水遊憩碼頭/其他
- 8~10號碼頭⇒國際客輪碼頭
- 修造廠艤裝碼頭

### 鹽埕商港區
- 淺水1號碼頭⇒出租（海洋委員會海巡署艦隊分署）
- 淺水2號碼頭⇒親水遊憩碼頭/其他
- 淺水3號碼頭⇒出租（觀光客船碼頭）
- 11號碼頭⇒親水遊憩碼頭
- 12號碼頭⇒親水遊憩碼頭（真愛碼頭）

### 苓雅商港區
- 登1、2號碼頭⇒親水遊憩碼頭
- 13號碼頭⇒親水遊憩碼頭（光榮碼頭）
- 14、15號碼頭⇒親水遊憩碼頭
- 16~21號碼頭⇒雜貨碼頭
- 22號碼頭⇒遊艇碼頭（新光碼頭）
- 25號碼頭⇒台肥公司碼頭

### 中島商港區
為高雄港第一個成立的大型貨櫃中心，其成立之目的是為了配合民國五十年代時的高雄加工出口區的成立。
- 27號碼頭⇒大宗液貨碼頭（專用）
- 28號碼頭⇒大宗液貨碼頭（公用）
- 29號碼頭⇒大宗乾貨碼頭（專用，台塑公司承租）
- 30號碼頭⇒液化/雜貨碼頭
- 31~41號碼頭⇒雜貨碼頭
- 42、43號碼頭⇒貨櫃碼頭（第一貨櫃中心）
- 44、45號碼頭⇒水泥管道
- 46號碼頭⇒專用碼頭（台糖公司承租）
- 47、48號碼頭⇒雜貨碼頭
- 49~55號碼頭⇒大宗貨碼頭
- 56號碼頭⇒原木碼頭
- 57、58號碼頭⇒大宗液貨碼頭
- 前鎮河北岸碼頭⇒其他

### 前鎮商港區
設立於中油的工作碼頭和前鎮漁港之間。本中心水深較深，可供較大型的貨櫃船停泊。
- 前鎮河南岸碼頭⇒其他
- 59號碼頭⇒其他
- 60~62號碼頭⇒大宗液貨碼頭（公用）
- 63~66號碼頭⇒貨櫃碼頭（第二貨櫃中心）

### 小港商港區
為一座大型的貨櫃中心，其所附的五座貨櫃碼頭，均可停泊當前最新型的大型貨櫃輪，並且採用較新式的器械，使其裝運效率大幅提高。
- 68~70號碼頭⇒貨櫃碼頭（第三貨櫃中心）
- 71、72號碼頭⇒穀類碼頭
- 73號碼頭⇒雜貨碼頭

### 中興商港區
位於旗津島南部，最大的特點為其長度相當地長，足以容納目前航行於全球的大部分貨櫃船。另外，本中心也在港邊建立了全臺最大的貨櫃倉儲中心，配合過港隧道和高雄港第二港口的開闢主要由長榮海運所承包。
- 115~121號碼頭⇒貨櫃碼頭（第四貨櫃中心）
- 122號碼頭⇒雜貨碼頭

### 大仁商港區
興建碼頭八座，其中十四公尺水深碼頭四座，十五公尺水深碼頭三座，水深十三公尺重件碼頭一座，及貨櫃場地一百公頃，可儲放貨櫃54,000TEU。
- 74號碼頭⇒重件雜貨碼頭
- 75號碼頭⇒雜貨碼頭
- 76~81號碼頭⇒貨櫃碼頭（第五貨櫃中心）

### 大林商港區
興建碼頭四座，其中十六公尺水深碼頭四座。
- 108~111號碼頭⇒貨櫃碼頭（洲際一期貨櫃中心、第六貨櫃中心）

### 洲際商港區
興建五座深水貨櫃碼頭。於2012年5月25日動工，2023年5月正式啟用。
- S1~S5號碼頭⇒貨櫃碼頭（洲際二期貨櫃中心、第七貨櫃中心）
- S6~S11號碼頭⇒台灣中油承租碼頭，後線場地開發中，尚未營運
- S12、S13號碼頭⇒石化油品碼頭（公用），後線場地開發中，尚未營運
- S14號碼頭⇒石化油品碼頭（專用），後線場地開發中，尚未營運
- S15號碼頭⇒石化油品碼頭（台塑公司專用），後線場地開發中，尚未營運
- S16號碼頭⇒大宗貨碼頭（公用），後線場地開發中，尚未營運
- S17號碼頭⇒大宗貨碼頭（專用），後線場地開發中，尚未營運
- S18號碼頭⇒大宗貨碼頭（公用），後線場地開發中，尚未營運
- S19號碼頭⇒大宗貨碼頭（專用），後線場地開發中，尚未營運
- S20號碼頭⇒大宗液貨碼頭（公用），尚未營運
- 港勤船渠碼頭⇒尚未營運

### 高港修造廠
- 141~145號碼頭⇒修造船專區（中信造船承租）

### 臨海工業區
- 85~91號碼頭⇒台船專用碼頭
- 94~99、101號碼頭⇒中鋼專用碼頭
- 102~105號碼頭⇒台灣中油專用碼頭
- 107號碼頭⇒大林發電廠煤炭碼頭

### 其他
- 浮筒

## 航線
國內航線
- 高雄↔馬公，澎湖輪約6～8小時。
- 鼓山輪渡站↔旗津輪渡站，約5～10分鐘。
- 前鎮輪渡站↔中洲輪渡站，約15分鐘。
- 鼓山輪渡站↔棧二庫↔旗津輪渡站，採固定班表行駛

國際航線
- 高雄↔福州（243海哩，境外航運中心）
- 高雄↔廈門（102海哩，境外航運中心）
- 高雄↔香港（342海哩）
- 高雄↔釜山（917海哩）
- 高雄↔神戶（1,130海哩）
- 高雄↔新加坡（1,621海哩）
- 高雄↔馬尼拉（547海哩）
- 高雄↔雪梨（4,233海哩）
- 高雄↔西雅圖（5,478海哩）
- 高雄↔紐約（10,965海哩）
- 高雄↔馬賽（經蘇伊士運河，8,147海哩）
- 高雄↔倫敦（經蘇伊士運河，9,048海哩）
- 高雄↔漢堡（經蘇伊士運河，10,164海哩）
- 高雄↔鹿特丹（經蘇伊士運河，9,906海哩）

## 業務統計

### 進出港船舶數   ( 單位：艘次、噸 )
| 年分   | 進港船舶 | 進港船舶    | 出港船舶 | 出港船舶    | 總計   | 總計        |
| 年分   | 艘次     | 總噸位      | 艘次     | 總噸位      | 艘次   | 總噸位      |
| ------ | -------- | ----------- | -------- | ----------- | ------ | ----------- |
| 2010年 | 17,651   | 394,529,261 | 17,661   | 395,425,596 | 35,312 | 789,954,857 |
| 2011年 | 17,869   | 408,495,073 | 17,864   | 408,471,972 | 35,733 | 816,967,045 |
| 2012年 | 17,250   | 381,202,708 | 17,253   | 381,694,280 | 34,503 | 762,896,988 |
| 2013年 | 17,646   | 384,913,060 | 17,610   | 384,723,383 | 35,256 | 769,636,443 |
| 2014年 | 17,308   | 391,640,935 | 17,285   | 392,296,784 | 34,593 | 783,937,719 |
| 2015年 | 17,210   | 416,331,748 | 17,246   | 417,478,774 | 34,456 | 833,810,522 |
| 2016年 | 18,253   | 450,318,701 | 18,272   | 449,957,171 | 36,525 | 900,275,872 |
| 2017年 | 18,773   | 457,791,178 | 18,773   | 457,802,970 | 37,546 | 915,594,148 |
| 2018年 | 17,772   | 455,119,748 | 17,741   | 455,187,656 | 35,513 | 910,307,404 |

### 旅客人數   ( 單位：人次 )
| 年分   | 國際航線 | 國際航線 | 國內航線 | 國內航線 | 總計    | 總計    |
| 年分   | 進港     | 出港     | 進港     | 出港     | 進港    | 出港    |
| ------ | -------- | -------- | -------- | -------- | ------- | ------- |
| 2010年 | 13,384   | 13,911   | 54,106   | 62,832   | 67,490  | 76,743  |
| 2011年 | 12,462   | 11,886   | 48,284   | 53,183   | 60,746  | 65,069  |
| 2012年 | 16,073   | 14,558   | 42,287   | 46,456   | 58,360  | 61,014  |
| 2013年 | 26,252   | 24,168   | 41,613   | 49,086   | 67,865  | 73,254  |
| 2014年 | 71,223   | 66,311   | 35,308   | 41,574   | 106,531 | 107,885 |
| 2015年 | 63,834   | 64,774   | 35,613   | 43,222   | 99,447  | 107,996 |
| 2016年 | 21,520   | 21,478   | 35,407   | 41,116   | 56,927  | 62,594  |

| 年分   | 國際郵輪 | 兩岸渡輪 | 國內航線 | 總計    |
| ------ | -------- | -------- | -------- | ------- |
| 2017年 | 117,559  | 0        | 79,057   | 196,616 |
| 2018年 | 56,553   | 0        | 60,577   | 117,130 |
| 2019年 | 90,151   | 2,959    | 58,769   | 151,879 |

### 貨物吞吐量   ( 單位：公噸 )
| 年分   | 進口貨     | 出口貨     | 國內貨物  | 總計        |
| ------ | ---------- | ---------- | --------- | ----------- |
| 2010年 | 86,606,145 | 31,581,512 | 6,764,776 | 124,952,433 |
| 2011年 | 85,571,464 | 30,518,975 | 7,841,461 | 123,931,900 |
| 2012年 | 82,740,354 | 30,753,631 | 7,262,015 | 120,756,000 |
| 2013年 | 77,828,542 | 31,212,513 | 5,993,245 | 115,034,300 |
| 2014年 | 83,825,101 | 31,972,629 | 7,153,082 | 122,950,812 |
| 2015年 | 74,179,582 | 29,796,247 | 6,926,100 | 110,901,929 |
| 2016年 | 78,172,862 | 32,297,031 | 6,150,923 | 116,620,816 |
| 2017年 | 79,438,675 | 32,116,744 | 4,515,553 | 116,070,972 |
| 2018年 | 76,162,267 | 31,767,557 | 6,095,005 | 114,024,829 |
| 2019年 |            |            |           | 108,549,420 |

## 交通
因應港區和市區聯外道路發生大小型車未分流的現象，高雄港目前已興建金福路高架、國道一號漁港路延伸段、新生高架道路，達到「大車不進入市區」的效果。

## 發展計畫
近年來由於臺灣產業轉型（出口貨品價值高、體積小、甚至需要空運，而低價值、體積大使用海運的產品則外移中國大陸，加上中國大陸經濟開放，擁有相對廉價勞工的優勢，國際貿易量大幅增長，以及中國政府廣建深水港的影響，導致高雄港雖貨櫃吞吐量連年成長，但因成長速度不及中國的新興港口，所以世界港口排名逐年下滑。為挽救高雄港競爭力、吸引外商前來布局，中華民國政府推行自由貿易港區政策，規劃洲際貨櫃中心。歷任高雄市市長及各黨派候選人皆宣传「港市合一」以使港區與市區共榮發展。
依據前中華民國總統陳水扁提出的高雄港洲際貨櫃中心、以及前總統馬英九提出的愛台十二項建設中高雄自由貿易及生態港政策，高雄港洲際貨櫃中心第二期建設工程於2011年5月25日舉辦動土儀式，計畫期程2011年至2019年，計畫總經費為新臺幣906億元，其中政府負擔部分共新臺幣281.1億元，民間投資營運設施新臺幣624.9億元。第1工程標「高雄港洲際貨櫃中心第二期工程計畫海堤及防波堤工程」預定2017年底完工，完成後可提供後續洲際貨櫃中心二期約422.5餘公頃填地所需安全水域的遮蔽，俾供興建碼頭及後線營運設施。
高雄港洲際貨櫃中心位於高雄港二港口南側外海水域，第二期工程預定興建外廓堤6,515公尺，填築新生地約422.5公頃，計畫興建19座深水碼頭，其中包括5席新式深水貨櫃碼頭，可提供18,000TEU級大型貨櫃船靠泊作業，貨櫃裝卸能量每年可達400萬TEU以上；10席石化碼頭，可供現有舊港區石化業者遷移到該處碼頭作業，重新建立南部石化儲運中心，供石化業者永續經營，延續中華民國石化產業之競爭力。另4席為散雜貨碼頭，可提供中島港區部分大宗散雜貨碼頭遷移。
計畫完成後可藉由整體結構性調整舊港區使用機能，高雄港碼頭整併功能調整，發展親水遊憩，活化港區土地資源、促進區域發展，啟動港市再造動能，發展都會港灣。
本計畫後續尚有14席碼頭護岸工程，包括10席石化碼頭、4席散雜貨碼頭，岸線總長度5,249公尺，水深16公尺至18公尺，浚挖回填工程約250餘公頃石化中心填地作業、港勤船渠工程、區內及外環道路工程、公共設施及附屬建築工程等標案。其中碼頭標於2012年底招標、浚填標於2014年中招標，其餘工程標案則陸續配合填地時程辦理招標施工作業，全部建設工程預定於2019年完工。

## 友好港
- 美国洛杉磯港（Port of Los Angeles）：1988年締結
- 美国塔科馬港（Port of Tacoma）：1988年1月28日締結
- 德国漢堡港（Port of Hamburg）：1999年締結
- 波蘭格但斯克港（Port of Gdask）：2014年4月2日締結
- 美国聖地牙哥港（Port of San Diego）
- 英国菲力斯杜港（Port of Felixstowe）
- 美国巴爾的摩港（Port of Baltimore）
- 美国休士頓港（Port of Houston）
- 法國利哈佛港（Port of Le Havre）
- 西班牙畢爾包港（Port of Bilbao）
- 美国費城港（Port of Philadelphia）
- 義大利威尼斯港
- 加拿大溫哥華港（Port of Vancouver）
- 阿联酋杜拜港
- 俄羅斯海參威港（Port of Vladivostok）
- 中华人民共和国大連港
- 美国邁阿密港（Port of Miami）

## 外部連結
- （繁體中文）（英文）台灣港務公司高雄港分公司[]
- （繁體中文）（英文）臺灣港務公司 （页面存档备份，存于）
- 認識高雄港-文化部精選優良兒童讀物 （页面存档备份，存于）（內文無注音標註）